# Episodi di Imma Tataranni - Sostituto procuratore (seconda stagione)
La seconda stagione della serie televisiva Imma Tataranni - Sostituto procuratore, composta da 8 episodi, è stata trasmessa in prima visione e in prima serata su Rai 1 divisa in due parti: la prima dal 26 ottobre al 9 novembre 2021, la seconda dal 
27 settembre al 13 ottobre 2022.
| nº            | Titolo                      | Prima TV          |
| Prima parte   | Prima parte                 | Prima parte       |
| ------------- | --------------------------- | ----------------- |
| 1             | Mogli e buoi                | 26 ottobre 2021   |
| 2             | Via del riscatto            | 2 novembre 2021   |
| 3             | Dai sassi alle stelle       | 8 novembre 2021   |
| 4             | Un mondo migliore di questo | 9 novembre 2021   |
| Seconda parte |                             |                   |
| 5             | Il peso dell'anima          | 27 settembre 2022 |
| 6             | La doppia vita di Mister E. | 29 settembre 2022 |
| 7             | Angelo o diavolo            | 6 ottobre 2022    |
| 8             | La donna che perse la testa | 13 ottobre 2022   |

## Mogli e buoi
- Diretto da: Francesco Amato
- Soggetto di: Mariolina Venezia, Salvatore De Mola e Pier Paolo Piciarelli
- Scritto da: Salvatore De Mola, Pier Paolo Piciarelli e Francesco Amato

### Trama
Non appena torna a casa dopo una vacanza a Parigi col marito Pietro e la figlia Valentina per tranquillizzare quest'ultima dopo la sua rottura con Samuel, Imma riceve una chiamata: il corpo di Angelo Saraceno, ucciso con un colpo di arma da fuoco (probabilmente con un fucile) in pieno petto, viene trovato in un abbeveratoio per il bestiame lungo un sentiero della transumanza. Imma e il procuratore Alessandro Vitali apprendono da un contadino che da giovane Angelo aveva raggiunto il fratello maggiore Santino negli Stati Uniti facendo entrambi fortuna nel campo della ristorazione, e dove Angelo importava prodotti caseari dall'Italia. Al tour guidato dai mandriani, nessuno dei partecipanti, seppur professionisti del settore, conosceva Angelo.
Imma informa la moglie americana di Angelo della morte del coniuge. La donna spiega che stavolta, diversamente dal solito, aveva deciso di accompagnare Angelo in Basilicata per la transumanza, anche perché ultimamente lo aveva visto depresso, forse perché era oggetto di invidie a causa del suo successo economico. Imma e il maresciallo Capozza parlano con Alba, il cui marito Rocco era un caro amico di Angelo, tanto che quest'ultimo era stato il loro testimone di nozze qualche giorno prima di partire per l'America. Angelo non aveva venduto la sua casa, e quando tornava in America erano gli stessi Rocco e Alba a occuparsene. Quando Imma menziona dei fori di proiettile sul muro della casa, Rocco conferma di aver sentito qualche tempo prima nella notte degli spari provenire dalla casa di Angelo, ma non era riuscito a scoprire chi aveva sparato. Imma dice a Diana di chiamare il maresciallo La Macchia per chiedergli se ha scoperto qualcosa su Angelo e di indagare su Domenico Fracalvieri, detto Minguccio, proprietario del caffè Colombia.
Nel frattempo, Imma partecipa al processo contro Saverio Romaniello, che era pronto a seppellire tonnellate di rifiuti tossici con la complicità di amministratori e imprenditori locali: l'accusa è di tentato disastro ambientale in complicità con la criminalità organizzata, oltre a quella di essere il mandante degli omicidi di Don Mariano e di Pasquale Iannuzzi, testimone chiave grazie al quale Don Mariano aveva scoperto tutto il suo piano criminale.
La moglie di Angelo si reca in Procura e mostra a Imma una fotografia del marito insieme a un certo Alfonso Acito, ricordandosi che tanto tempo prima le aveva detto che «quando aiuti qualcuno, quello ti odia perché si sente inferiore». La Macchia interroga infruttuosamente Fracalvieri, ma un cliente ubriaco del bar gli racconta che sei anni prima Acito era sommerso dai debiti: Angelo gli aveva comprato tutto permettendogli di ripagarli, ma ad Alfonso non era rimasto niente, quindi fu costretto ad arrangiarsi e iniziò a provare rancore.
Calogiuri, che dopo il bacio scambiato con Imma alla parata della Madonna della Bruna aveva chiesto di andare in missione in Sudamerica, torna a Matera. Dai tabulati telefonici di Saraceno risulta che la sera in cui è stato ucciso aveva ricevuto una telefonata dal caffè Colombia, verso mezzanotte e quindici, perciò l'assassino potrebbe avergli dato un appuntamento all'abbeveratoio: Acito era un assiduo frequentatore del bar e possedeva un fucile da caccia, il che lo rende un indiziato. Mentre si dirigono da Rocco, Calogiuri confessa a Imma che il bacio che si sono scambiati tempo prima è stata la cosa più bella per lui e prova a baciarla nuovamente, ma Imma gli dice che è stato un errore che non deve ripetersi. Rocco ammette ai due di aver visto Acito scaricare il fucile sulla facciata della casa di Saraceno, dopo di che lo aveva immobilizzato, ma mentre stava per chiamare i Carabinieri Angelo si era affacciato alla finestra e gli aveva detto di lasciarlo perdere perché lo aveva perdonato; Acito era scoppiato a piangere e Rocco ne aveva avuto pena. Imma e Calogiuri vengono accompagnati alla chiesa dove si trova Alfonso da Peppino, il figlio sordo di Rocco e Alba che aiuta il padre a far pascolare il bestiame.
Alfonso spiega che da ragazzo Angelo era povero, ma che quando era tornato per acquistare i suoi averi lo aveva visto molto cambiato, soprattutto nello sguardo, molto cattivo, e definisce i soldi prestatigli da lui «i soldi del demonio»: la sera prima di accettarli, essendo molto devoto, Acito si era rivolto alla Madonna, ma nonostante il consiglio di non prenderli alla fine aveva accettato il denaro e aveva finito per rovinarsi. Dichiara di non aver chiamato Saraceno dal bar, ma gli viene comunque sequestrato il fucile.
Dopo il funerale di Angelo, con l'aiuto del padre che gli fa da interprete, Peppino spiega a Imma, Calogiuri, Alba e la moglie dell'uomo che qualche giorno prima di essere ucciso era stato affrontato da un gruppo di allevatori alla festa di inizio della transumanza: non era abbastanza vicino da leggere il loro labiale, ma li aveva visti molto aggressivi, in particolare Felice Natale, un noto attaccabrighe. Quella sera Rocco non era presente perché non si sentiva bene e non aveva saputo di questa discussione, così Peppino era rimasto con Angelo, che lo aveva riaccompagnato a casa. Calogiuri scopre che il giorno dopo l'omicidio Felice è scomparso lasciando la mandria a suo fratello, ed è attualmente irreperibile. Dall'analisi dei RIS risulta che il fucile di Acito è a pallettoni, mentre quello che ha ucciso Saracino è a palla singola, quindi Imma ha fatto bene a scarcerarlo.
Durante una cena con i suoceri, Imma scopre che Pietro ha intenzione di lasciare il lavoro di tecnico informatico per aprire un club di musica jazz, e gli consiglia, piuttosto che rischiare di perdere il posto fisso, di prendersi qualche mese di aspettativa. Intanto Valentina inizia a frequentare il compagno di scuola Giovanni.
Calogiuri e Jessica arrestano Felice. Egli spiega che Angelo voleva far comprare ai mandriani il mangime per le vacche da un uomo americano di sua conoscenza, «quelle porcherie tutte sintetiche che fanno fare più latte», e anche se in Italia è illegale lui lo faceva entrare sottobanco. Nessun allevatore voleva saperne, perciò Angelo aveva detto che invece ce n'erano altri che non vedevano l'ora di fare affari con lui, e che li avrebbe rovinati. Angelo era uno dei loro migliori clienti, e perdere lui significava perdere quasi la metà degli affari, e quando gli allevatori non vendono nessuno li aiuta, neanche l'Europa. Felice conferma di aver minacciato Angelo, ma giura di non averlo ucciso, e infatti si scopre che la notte dell'omicidio stava insieme a una prostituta.
Imma e Calogiuri interrogano nuovamente Alfonso, poiché in realtà non voleva vendere le sue vacche ad Angelo, ma quest'ultimo sei anni prima aveva acquistato un terreno che Alfonso usava come punto d'appoggio durante la transumanza per far riposare il bestiame; Angelo lo aveva acquistato anche se non gli serviva, infatti aveva messo gli occhi sui possedimenti di Alfonso già da ragazzo. Una sera Angelo, particolarmente triste, gli aveva confidato di sentire la mancanza di un figlio. Diana spiega a Imma che Saraceno era stato contattato da un fabbro di campanacci che lo aveva chiamato tre volte, l'ultima il giorno dell'omicidio. Potrebbe trattarsi del padre di Alba, ufficialmente morto ma che dal contratto della compagnia telefonica risulta vivo (ma ciò potrebbe spiegarsi con il fatto che a volte le compagnie telefoniche non cancellano i contratti quando i titolari muoiono).
Alba ammette di essere stata lei a telefonare a Saraceno usando il cellulare di suo padre defunto chiedendogli di comprare le vacche del marito, a insaputa di quest'ultimo, per dare un futuro diverso al figlio Peppino. Qualche settimana prima Rocco aveva avuto una specie di infarto e il medico gli aveva consigliato di cambiare vita, o perlomeno di smettere con la transumanza, ma Rocco non aveva voluto, per questo lei non gli aveva fatto parola della questione. Era stato sempre questo medico a dire ad Alba che c'era una speranza per ridare l'udito a Peppino, e aveva ordinato un esame del DNA per verificare se la sordità del ragazzo fosse ereditaria, perché in quel caso non si poteva fare niente. Imma suppone, come Calogiuri, che Peppino sia in realtà figlio di Angelo, e che Rocco ne sia al corrente perché da ragazzi Alba e Angelo erano inseparabili. Calogiuri ottiene dal giornalista Pino Zazza un documentario sui lucani che hanno avuto successo nel mondo, e in un servizio su Santino Saraceno viene intervistato anche suo figlio Robert, un giovane sordomuto, il che avvalora la tesi dell'ereditarietà. La moglie di Angelo conferma che anche il marito, come il cognato, era portatore sano di sordità recessiva.
Alba confessa a Imma che amava Angelo, ma che aveva ubbidito a suo padre e si era sposata, e Angelo era partito per gli Stati Uniti, non prima di aver passato la notte con lei. Angelo aveva capito che Peppino era figlio suo ma non ne avevano mai parlato in tutti quegli anni. Rocco non aveva compreso la realtà dei fatti fino all'arrivo del medico, altrimenti non avrebbe trattato Angelo come un fratello. Nonostante questo, Alba aveva acconsentito all'esame perché pensava che prima o poi la verità doveva uscire, tuttavia Rocco era venuto a sapere come stavano le cose ma aveva deciso di non dire nulla. Angelo era arrivato a 50 anni e voleva un figlio a tutti i costi perché lui e la moglie non ne avevano avuti.
Rocco spiega che da giovane ammirava Angelo per la sua resilienza, ma che negli ultimi tempi era diventato molto arrogante. Un giorno gli aveva detto di voler comprare la sua mandria, ma Rocco avrebbe continuato a occuparsi di Peppino, anche se non era suo figlio, perché «i figli sono di chi si prende la responsabilità». Angelo voleva portare via Peppino, come aveva vagamente accennato ad Alfonso la sera della transumanza. Rocco è costretto ad ammettere di aver chiamato Angelo dal caffè Colombia per capire se aveva veramente intenzione di portare Peppino in America, ottenendone la certezza. Prima di essere arrestato, Rocco chiede a Imma e Calogiuri di andare in spiaggia, dove si lava le mani con l'acqua del mare e spiega che ogni anno, a fine percorso, gli allevatori giungono lì e vi rimangono fino alla fine dell'inverno. Quella è la sua vita, e Rocco temeva che Peppino avrebbe potuto preferirne una fatta di agi e lusso che solo Angelo poteva offrirgli, anziché scegliere di continuare a condurre una vita molto umile come la loro. Rocco non ci aveva più visto dalla rabbia e gli aveva sparato.
- Altri interpreti: Vincenzo De Michele (Rocco Gravina), Justine Mattera (moglie di Angelo), Marco Todisco (Giovanni Paolillo), Giovanna Di Rauso (Giulia Pisapia), Caterina Valente (Alba Lepore), Joe Capalbo (Alfonso Acito), Francesca Caggiano (figlia di Vitali), Michela Caggiano (figlia di Vitali), Bruno Cariello (Calculli), Annarita Colucci (Nunzia Campanile), Anna Maria De Luca (Porzia), Oscar De Summa (giudice), Vincenzo Di Rosa (Felice Natale), Antonio Iorillo (Peppino Gravina), Ilir Jacellari (Nicolaus), Julia Zhiveynova (Ilona), Guendalina Losito (Bea), Antonio Montemurro (padre di Pietro), Marcello Prayer (Domenico Fracalvieri), Luigi Primiceri (Angelo Saraceno), Alessandra Sarno (professoressa Todisco), Fiorella Zurlo (Teresa Vitali).
- Ascolti: telespettatori 5 235 000 – share 24,7%[5].

## Via del riscatto
- Diretto da: Francesco Amato
- Soggetto di: Mariolina Venezia, Salvatore De Mola, Pier Paolo Piciarelli e Michele Pellegrini
- Scritto da: Michele Pellegrini e Francesco Amato

### Trama
È la sera di Halloween. Pietro porta Imma a vedere il luogo dove vuole aprire il locale jazz, quando all'improvviso due colpi di pistola rimbombano nell'aria, e poco dopo i due si imbattono in una donna vestita come Crudelia De Mon che spunta correndo dietro un vicolo in Via del riscatto, vicino a Palazzo Sinagra. Il mattino seguente nell'edificio viene trovato il corpo dell'agente immobiliare Luciano Ribba, che pare avesse un appuntamento con una cliente, una certa Assunta Volpe, mai vista da nessuno. Una collega di Luciano spiega che l'uomo aveva litigato con Domenico Paradiso, che lavorava in agenzia prima di lui, poiché quest'ultimo aveva messo in giro delle voci su Palazzo Sinagra affermando che fosse infestato dal fantasma del figlio dei proprietari. Taccardi accerta che la morte di Ribba è stata causata da due colpi precisissimi al cuore, e chi gli ha sparato deve essersi portato via anche i bossoli. Intanto, a causa dell'allagamento della casa durante una festa organizzata da Valentina, la ragazza, Imma e Pietro vengono momentaneamente ospitati dai genitori di lui.
Giunti alla masseria dei coniugi Carolina e Girolamo Sinagra, Imma e Calogiuri apprendono che la donna si faceva curare l'artrosi da Ambra, la moglie di Luciano, il quale era il migliore amico di loro figlio Guido e ha continuato a frequentare la loro casa anche dopo la morte dell'amico, che si è tolto la vita proprio a Palazzo Sinagra. Ambra racconta a Imma che quando lei aveva 13 anni suo padre era stato investito da un'auto che non si era fermata lasciandolo morire. Le dice inoltre che pur essendo gelosissima di Luciano lui le diceva che con lei aveva messo la testa a posto. Domenico, ora proprietario della gelateria Il paradiso del gelato, ammette che un tempo lui e Luciano erano amici, ma che dopo essere stato «pugnalato alle spalle» una volta assunto dall'agenzia proprio grazie a lui, si è vendicato mettendo in giro le voci sul palazzo infestato. Nel frattempo, Calogiuri e Jessica avviano una relazione.
Al processo contro Saverio Romaniello, il suo avvocato Giulia Pisapia sostiene che siccome i testimoni Don Mariano e Antonio Scaglione sono deceduti, le accuse non possono essere validate. Imma perde le staffe e ribatte che Scaglione si è suicidato per la vergogna e il pentimento, mentre don Mariano è stato ucciso per essere messo a tacere.
Calogiuri scopre che Assunta Volpe è un nome falso, e dalle immagini delle telecamere di quella sera si vedono Ribba e Paradiso litigare animatamente; quest'ultimo spiega che dopo la discussione è tornato a casa dalla moglie. A Palazzo Sinagra viene ritrovato uno dei due bossoli, finito in cantina. L'affascinante Barbara De Luca, che lavora presso un grosso studio di avvocati a Roma, consegna a Imma la pistola Beretta che ha ucciso Luciano, sostenendo che è sua e che ha un regolare porto d'armi da quando uno stalker l'ha perseguitata. Si trova a Matera da alcuni giorni perché aveva preso appuntamento con Luciano per visitare Palazzo Sinagra usando il falso nome Assunta Volpe: doveva fare alcune verifiche in incognito per conto di alcuni clienti dello studio, ma Ribba si è accorto che nascondeva qualcosa e si è affrettato a concludere la visita. Dopo aver udito due spari, si è accorta che non aveva più la pistola nella borsetta, così è tornata indietro, ha trovato Luciano morto nella stanza affrescata con accanto la sua pistola e ha fatto sparire solo uno dei bossoli perché non ha trovato l'altro (cioè quello finito in cantina). Barbara è scappata per la paura e ha deciso di presentarsi in Procura quando in televisione hanno dato la notizia del bossolo ritrovato, temendo che prima o poi sarebbero arrivati a lei.
Imma nota che Diana indossa lo stesso modello di scarpe indossate dalla misteriosa donna scappata da Via del riscatto. Calogiuri s'introduce furtivamente nella camera d'albergo della De Luca e fotografa una foto che ritrae lei e Ribba mentre si stanno baciando. Barbara è costretta ad ammettere che avevano avuto una storia a Roma, e che dopo la morte di Guido la sua spider era stata regalata a Luciano dalla sua famiglia: i Sinagra gli volevano bene, e lui se ne approfittava. A un certo punto Luciano aveva smesso di venire a Roma, e Barbara era venuta a sapere da amici di amici che l'uomo si era sposato e aveva avuto un figlio. Dato che non le rispondeva più al telefono, aveva preso un appuntamento sotto falso nome per scoprire se ciò che le era stato detto era vero, portandosi dietro la pistola per fargli paura e costringerlo a parlare. Luciano le aveva detto che l'amava ma che non poteva stare con lei «per rimediare a un errore commesso molto tempo prima, un errore giovanile». L'uomo era riuscito a disarmarla e poi avevano fatto l'amore, anche se a lei non era piaciuto perché «era tutto così triste», così se n'era andata, ma era tornata dopo aver sentito gli spari.
Un collega della finanza informa che Paradiso non ha mai lasciato il settore immobiliare e che da poco si è messo a lavorare per una società che fa compravendite false per avere dei prestiti vantaggiosi e che è tornata a fare affari a Matera: probabilmente questo sta alla base del litigio tra Ribba e Paradiso. Domenico ammette che lui e Luciano agivano alle spalle dei Sinagra: erano d'accordo per svalutare il palazzo e venderlo a basso prezzo per la costruzione di un albergo di lusso, facendo nel frattempo terra bruciata dei possibili clienti utilizzando dei marchingegni che facevano credere che il palazzo fosse infestato. La sera dell'omicidio di Ribba i marchingegni non c'erano perché Domenico, che si occupava di portarli nel palazzo, quella sera era in ritardo; Luciano allora se l'era presa con lui. Luciano era cinico e sfruttava l'amicizia con Guido per poter godere di una vita lussuosa, e tutto questo è durato fino alla morte di Guido.
Su ordine di Romaniello, l'architetto Giulio Bruno si reca dal boss del clan  Mazzocca, nascostosi in una casa diroccata, dal quale ottiene una busta destinata all'avvocato Pisapia e dei soldi per comprare una catenina d'oro come regalo di compleanno per la figlia di Romaniello, Isabella, affetta dalla sindrome di Down e ospitata in una casa gestita da suore.
Girolamo si autoaccusa dell'omicidio di Ribba. L'anziano non voleva credere alla truffa ai suoi danni perché si fidava di Luciano, ma intanto il palazzo non si vendeva e allora voleva vederci chiaro. Sapendo che Luciano doveva vedersi con una cliente, poco prima del loro incontro si era nascosto in un armadio: aveva visto Luciano vantarsi degli affari che faceva a spese sue con una donna che si era poi lasciata andare a una scenata di gelosia estraendo dalla borsa una pistola; Luciano l'aveva disarmata e poi lei se n'era andata. Girolamo ne aveva approfittato per uscire dall'armadio, prendere da terra la pistola e sparare a Luciano per ripagarlo del tradimento. Quando Imma gli chiede se Barbara e Luciano hanno avuto un rapporto sessuale prima o dopo che lei lo minacciasse con la pistola, Girolamo risponde che è successo prima. Imma dice a Vitali di ritenere che l'anziano si sia addossato una colpa non sua.
In vista della prossima udienza, Vitali ricorda a Imma che il GIP ha stralciato la posizione di Luigi Lombardi, il quale è stato eletto presidente della regione Basilicata con una schiacciante maggioranza e ufficialmente non sarebbe neanche indagato. Imma incontra Lombardi dicendogli di sperare che lui abbia imparato qualcosa dalla giornalista Donata Miulli, che era una ragazza con dei valori quali la dignità. In aula dovrà dire che il sodalizio criminale a capo del quale c'è Saverio Romaniello è basato sull'aiuto della 'ndrina Mazzocca, anzi che Romaniello stesso è affiliato alla 'ndrangheta: se Lombardi lo confermerà, Imma farà marcire in galera Romaniello, altrimenti l'uomo rimarrà impunito. Nonostante ciò, all'udienza Lombardi delude Imma dichiarando che le foto che raffigurano gli uomini implicati nel caso Romaniello rappresentano solo una riunione fra amici in occasione della sua elezione, e che non è stato lui a invitare Scaglione, il quale sarebbe venuto per perorare il suo nome nell'assegnazione di un appalto: questo è strano considerando che poi Lombardi afferma che la sua era evidentemente l'opzione più vantaggiosa per la Regione e che l'assegnazione è avvenuta alla luce del sole. Imma lo accusa di star cercando di svilire una testimonianza chiave, l'avvocato Pisapia protesta e il giudice ritiene non valide le foto in questione come prova a carico degli accusati.
Valentina, Gabriele (il figlio maggiore di Vitali) e alcuni amici bloccano una strada per fare una protesta ambientalista; i primi due vengono portati in Procura e rimproverati dai rispettivi genitori.
Imma spiega a Diana che Girolamo non ha ucciso Luciano perché ha detto che lui e la De Luca hanno avuto un rapporto sessuale prima che lei lo minacciasse con l'arma, mentre Barbara ha detto che è successo dopo. Imma e Calogiuri tornano alla masseria dei Sinagra, dove Carolina ammette che Ambra non curava lei ma Girolamo il quale, in considerazione di questo, non avrebbe potuto uccidere Luciano e scappare in tutta fretta, anche perché lui nella sua vita non ha mai fatto del male a nessuno. Chi aveva fatto del male invece era Guido: Carolina mostra loro delle foto che ritraggono il figlio e Luciano a bordo della spider poi ereditata dal secondo, e con la quale Guido aveva ucciso un uomo. Ripensando a una frase detta da Barbara, Imma chiede a Carolina se l'uomo ucciso era il padre di Ambra, e la donna lo conferma. Il destino aveva portato Ambra a casa dei Sinagra, e Guido si era sentito talmente in colpa da decidere di suicidarsi dopo aver scritto una lettera in cui confessava di aver ucciso l'uomo, ma né lei né suo marito hanno mai avuto la forza di dire ad Ambra che era stato proprio loro figlio a investire suo padre.
Imma espone a Girolamo la sua ricostruzione. La sera di Halloween, Ambra aveva lasciato il figlio alla madre per andare a una festa mascherata facendosi prestare le scarpe da una sua amica, e quella sera Luciano le aveva detto che aveva un appuntamento a Palazzo Sinagra con una cliente. Ambra si era insospettita, aveva mollato la festa e aveva raggiunto il marito al palazzo, nascondendosi in un armadio: da lì Ambra aveva sentito Luciano dire a Barbara che l'aveva lasciata per riparare a un errore di gioventù, e dopo che la De Luca era andata via lasciando la pistola per terra, Ambra era uscita, aveva afferrato l'arma e aveva preteso che Luciano le dicesse che cosa intendeva con «errore di gioventù»: Ribba aveva confessato che riguardava la morte di suo padre, che era stato Guido a investirlo e che lui aveva convinto l'amico a scappare via e abbandonare l'uomo dissanguato sulla strada. Quando molti anni dopo Luciano si era incontrato con Ambra, nel suo animo si era aperta una specie di crepa e si era sentito in dovere di fingere di amarla, forse per ripagarla di tutto il dolore che le aveva provocato nella vita. Di fronte a questa confessione, Ambra non ci aveva visto più e gli aveva sparato due colpi al cuore. Disperata, Ambra aveva confessato il fatto a Girolamo: aveva scoperto che Guido si era ammazzato perché era responsabile della morte di suo padre, e che Luciano lo era ancora di più, ed è per questo che Girolamo si è addossato la colpa dell'omicidio: per riscattarsi, facendosi istruire su come rendere la confessione credibile. Però Ambra, per orgoglio, non gli aveva riferito che Luciano e Barbara avevano fatto sesso davanti ai suoi occhi, così che lui, dovendo dire se era successo prima o dopo la minaccia con la pistola, aveva provato a indovinare, sbagliando.
Imma spiega ad Ambra che non può essere denunciata perché non ci sono le prove, perché forse non tocca a lei e spera che non ce ne sia bisogno, e sa che lei, se potesse tornare indietro, non ucciderebbe Luciano. Ambra risponde che c'è un'altra cosa che non ha detto a Sinagra, oltre al fatto che Luciano e Barbara avevano fatto l'amore: suo marito le aveva detto che aveva amato loro figlio Sebastiano come non aveva mai amato nessuno, e che col tempo avrebbe imparato ad amare anche lei. Ambra però non lo ascoltava già più, oppure semplicemente non gli credeva, pensando che parlasse così perché lei aveva una pistola in mano. Imma le dice che ora tocca a lei, perché Sebastiano è figlio suo e soltanto lei farà i conti con la sua coscienza ogni volta che rivedrà nel volto del figlio quello del padre.
I lavori di ristrutturazione dopo l'allagamento sono terminati e Imma, Pietro e Valentina possono finalmente tornare a casa propria.
- Altri interpreti: Benedetta Barzini (Carolina), Marco Todisco (Giovanni Paolillo), Annarita Colucci (Nunzia Campanile), Giulia Vecchio (Donata Miulli), Giovanna Di Rauso (Giulia Pisapia), Adriano Chiaramida (Girolamo Sinagra), Margareth Madè (Barbara De Luca), Giancarla Berberio (suora), Annabella Calabrese (ragazza dell'agenzia), Fabio Giacobbe Cursio (Luciano Ribba), Anna Maria De Luca (Porzia), Mino Decataldo (idraulico), Oscar De Summa (giudice), Mary Di Tommaso (Ambra), Miriam Fauci (Isabella Romaniello), Julia Zhiveynova (Ilona), Guendalina Losito (Bea), Cinzia Marseglia (Anna Cecere), Antonio Morelli (carabiniere), Antonio Montemurro (padre di Pietro), Gianfranco Muzi (guardia carceraria), Dino Paradiso (Domenico Paradiso), Laura Riccioli (Marta Ventura), Eleonora Russo (Guarini), Pinuccio Sinisi (monsieur Tobout).
- Ascolti: telespettatori 4 966 000 – share 23,2%[6].

## Dai sassi alle stelle
- Diretto da: Francesco Amato
- Soggetto di: Mariolina Venezia, Salvatore De Mola, Pier Paolo Piciarelli e Luca Vendruscolo
- Scritto da: Luca Vendruscolo e Francesco Amato

### Trama
Marta Ventura, rinomata ricercatrice di un centro di geodesia e carissima amica di Diana, viene trovata morta nell'area est della struttura, uccisa alle due di notte a distanza ravvicinata con un unico colpo alla nuca. Imma viene accompagnata sul posto da Laura Bartolini, carabiniere originaria di Parma da poco entrata a far parte della Procura di Matera. Accanto alla vittima (che indossava un tutore perché una settimana prima aveva subìto un tentativo di scippo, come aveva detto a Diana e a Imma) viene trovato uno scontrino arrotolato ma nessun bossolo, mentre vicino al cancello secondario, che è stato forzato, ci sono i frammenti di un fanalino.
La Ventura si occupava di progetti di monitoraggio ambientale e studi sul riscaldamento globale. In merito alle proteste di alcuni agricoltori risalenti tre anni prima, Marta venne incaricata come esperta di chiara fama nella perizia che diede torto alle pretese degli agricoltori: loro pensavano che le antenne del centro fosse all'origine della siccità, così organizzarono un'azione collettiva per danni e iniziarono a vedere la scienziata come una nemica, ma lei se la cavò benissimo. Gelsomina Lorusso, una collega di Marta, dice a Imma che la sera prima di morire la donna aveva litigato col marito, Guglielmo Genna. Il cancello è stato forzato nella notte, e dato che nel softawre del sistema di sorveglianza dell'area est c'è stato un problema le telecamere non hanno potuto riprendere l'assassino.
La PM D'Antonio svela a Tataranni e Bartolini che Marta venne minacciata con una lettera anonima da Alfredo Santarsiero, un manifestante che aveva già precedenti per danneggiamento e lesioni; D'Antonio provò a fermarlo, ma ottenne solo un'ordinanza restrittiva di un anno, dopo di che le minacce e le proteste cessarono, e scaduta l'ordinanza le due furono d'accordo nell'archiviare il caso. Bartolini scopre che la scorsa settimana Santarsiero, ufficialmente disoccupato e quasi nullatenente, ha ricevuto un bonifico di tremila euro, e proprio un giorno prima ha aperto un conto alle poste: l'ordinante è Simone Campagna, guardiano alla diga di Montegerardo. Intanto Giulio Bruno ottiene dal boss dei Mazzocca un'altra busta da consegnare all'avvocato Pisapia.
Guglielmo spiega a Imma che lui e la moglie avevano litigato perché lei aveva dato ragione a un vicino che si era lamentato per il volume troppo alto della televisione. Genna sa chi è Campagna nonostante il direttore del centro avesse detto che Marta non si era mai occupata della diga, perché in realtà se ne interesso per conto suo essendo certa che ci fosse qualcosa che non andava. Leggendo il verbale sullo scippo di Marta, Imma ipotizza che non si sia trattato di uno scippo ma di un'aggressione intimidatoria, e che i 3mila euro sono il compenso che Campagna diede a Santarsiero per portarla a termine.
Imma incontra segretamente Lombardi e registra di nascosto la conversazione. L'uomo dichiara che da qualche tempo dubita della propria sanità mentale perché spesso ha l'impressione di vedere Donata. Imma gli consiglia di dimettersi, ma lui risponde che non può farlo e che non può dire tutto quello che sa, perché questo comporterebbe la sua autoincriminazione. Tuttavia, Lombardi non crede che Imma meriti ritorsioni, e dichiara che coloro da cui è dipesa la sua elezione non si fermeranno davanti a nulla e faranno di tutto per bloccarla, e che «sanno tutto, sanno di lei, della sua famiglia... tutto». 
Simone spiega a Calogiuri e Bartolini che il pagamento per Alfredo è dovuto a un debito di gioco a carte, e che la loro conoscenza si ferma lì. Simone conosce Marta perché una volta era venuta per parlare con direttore Eugenio Lauria. Ha un alibi i quanto due notti prima era di turno, come possono testimoniare due amici con cui ha giocato a briscola. Santarsiero è andato a trovare la sorella in Argentina, per questo gli servivano soldi.
I RIS craccano il portatile della Ventura, dove due foto della diga dall'alto presentano dei cerchietti su due punti che rivelano uno spostamento. La Lorusso spiega che quei rilievi satellitari, fatti a distanza di un mese, rivelano che il terreno non è stabile e che sta scivolando verso l'acqua, e a conferma c'è un foglio predisposto per riportare i dati di un rilievo topografico della stessa pendice. Marta ha effettuato un rilievo di conferma con degli strumenti a terra, i dati sono incompleti ma si deduce che è tornata alla diga altre due volte a distanza di una settimana: lo spostamento è di ben 6 centimetri. In un file rinominato Montegerardo la Ventura accusa Lauria di nascondere qualcosa, e con decreto viene sequestrata tutta la documentazione, certificazioni incluse. Il direttore, pur essendo perfettamente a conoscenza dello slittamento del terreno, aveva interesse ad aspettare che la situazione si aggravasse così che, passati gli anni, si sarebbe potuto dichiarare che il problema è emerso all'improvviso, chiedendo la procedura di somma urgenza bypassando la gara, lucrando sui finanziamenti pubblici e assegnando l'appalto a una ditta amica ma in odore di mafia. Mancano però le prove per un'accusa formale.
Al processo Romaniello la Pisapia esibisce un presunto documento di Antonio Scaglione che ribalterebbe il teorema accusatorio dimostrando che Romaniello si rifiutò di partecipare ai loschi affari della famiglia Mazzocca. Imma sbotta e lo definisce «un pizzino di dubbia provenienza». Il presidente della corte ordina allora una perizia calligrafica da raffrontare al memoriale già agli atti.
Campagna (che è stato assunto alla diga nonostante la fedina penale sporca poiché è amico del direttore) ha visto la Ventura un'altra volta, ma col binocolo e da lontano, dalla finestra del suo ufficio: si trovava sulla sponda ovest della diga, quella dove il direttore non vuole nessuno, e con lei c'era un uomo col quale sembrava avesse confidenza. Secondo i RIS i frammenti di fanalino trovati dinnanzi al cancello secondario appartengono a una Duster, un'auto che Campagna in effetti possiede e che si è scassata in un tamponamento.
Al Sasso Caveoso, Pietro apre ufficialmente il suo locale di musica jazz, chiamato semplicemente Il locale, che riscuote un immediato successo di pubblico e critica. Dopo aver fatto i dovuti ringraziamenti ai suoi famigliari, in particolare verso Imma, Pietro chiude in bellezza presentando come ospite Chiara Civello, che si esibisce con il brano Perdiamoci.
Giovanni si fidanza con Bea e Gabriele inizia a flirtare con Valentina, anche se la ragazza ha ancora in mente Samuel. Una sera quest'ultimo giunge a sorpresa a Matera e, dopo essere stato sgarbatamente mandato via da Gabriele gli sferra un pugno. Valentina gli chiede spiegazioni e Samuel risponde di essere tornato per lei.
Calogiuri scopre dal vicino di Marta e Guglielmo che i due litigavano spesso e che Genna guidava una Duster che però appartiene a sua sorella. Genna conferma questo dato e aggiunge di avere un tic per cui quando è nervoso arrotola dei pezzettini di carta, poi consegna la propria pistola per farla analizzare dai RIS. Gelsomina rivela a Diana di aver sospettato che Guglielmo mettesse le mani addosso a Marta, ma si rifiuta di parlarne. Diana dice a Imma di aver intuito capito che Gelsomina viene maltrattata dal fidanzato Stefano, che lavora come guardia giurata al centro di geodesia. Per Gelsomina comunque Guglielmo non c'entra nulla con l'omicidio di Marta, ma svela che spesso era molto violento con lei, tanto che Marta stava cercando un appartamento per vivere da sola, e si confidò con l'amica perché forse aveva intuito che si trovavano nella stessa situazione. Probabilmente il tentato scippo ai danni della Ventura nascondeva la violenza del marito.
Alla successiva udienza Imma dichiara che il documento mostrato dalla Pisapia è un falso e, grazie all'aiuto di Jessica, consegna al perito grafologico il tema per l'esame di terza media che Scaglione sostenne due anni prima in una scuola serale, a 60 anni. La preside della scuola ha confermato che è stato Scaglione a scrivere quel testo, e il perito dichiara che in effetti la calligrafia corrisponde a quella del memoriale di Scaglione. Romaniello protesta e viene condotto fuori dall'aula, ma prima lancia una minaccia non troppo velata a Imma.
Samuel spiega a Valentina che in Piemonte, oltre alla scuola, gli facevano fare anche l'aiuto cuoco. A volte non andava neppure a dormire con la scusa che prima o poi l'avrebbero assunto, ma ha resistito perché sapeva che sarebbe tornato a Matera per chiederle scusa per non essere riuscito a mantenere un amore a distanza. Si scusa per aver fatto il cretino l'altra sera, ma ora che si trova di fronte a lei si sente ripagato di tutto.
Imma apre un confronto tra Gelsomina, che dice di aver lasciato Stefano, e Guglielmo. La prima sostiene che Marta non le aveva parlato di uno scippo, ma di aver litigato col marito perché le dava della bugiarda e le aveva detto di aver fatto l'errore più grande della sua vita a sposarla; lei non voleva litigare, ma lui le strinse un polso fino a renderlo tumefatto e poi le chiede scusa in lacrime, ma lei decise di denunciarlo nonostante lui l'avesse pregata di non farlo. Guglielmo giura di non aver ucciso Marta, ma Imma interrompe il confronto e iscrive Genna nel registro degli indagati perché è stato riconosciuto mentre accompagnava la moglie alla diga; ci sono inoltre i frammenti di fanalino della Duster nel punto in cui la rete di recinzione è stata divelta, probabilmente quelli della Duster di sua sorella, oltre al fatto che sul tetto è stato trovato un rotolino di carta col tracce di DNA che coincide con quello di Genna.
Appena Gelsomina se ne va Imma ordina a Calogiuri di seguirla. Diana le chiede perché, e Imma spiega che la prima volta che l'hanno sentita lei aveva detto che non sapeva niente dello scippo, mentre ora sembra «un'attrice shakespeariana». Gelsomina infatti ha mentito: lei e Stefano stanno ancora insieme, e ha finto di condividere il destino di Marta per convincerli che Guglielmo fosse l'assassino. La gioielleria dove Calogiuri ha visto entrare Gelsomina e Stefano appartiene alla zia della donna, e spesso i gioiellieri sono armati: ecco dove Gelsomina ha preso la pistola con cui ha ucciso la collega.
Imma, Calogiuri e Bartolini raggiungono il centro dove, dopo la morte della collega, Gelsomina ha ottenuto il ruolo dirigenziale in quanto era seconda al concorso. Per la donna fu facile ottenere uno dei rotolini cui Guglielmo sfoga il suo nervosismo e metterlo sul tetto le ha garantito la possibilità di accusarlo dell'omicidio Marta. La Lorusso dice di non essere invidiosa, ma quel posto era suo: lo puntava da 5 anni, se lo meritava, ma poi Marta si innamorò di Guglielmo e decise di lasciare una prestigiosa mansione nella tedesca Darmstadt per una più modesta a Matera. Nel loro campo il nome di Marta era importante, e il posto le è stato praticamente assegnato non appena ha presentato la domanda: Gelsomina decise allora di fare come Marta, e se non poteva esser geniale come lei poteva almeno copiarne la determinazione, perciò decise che sarebbe diventata sua amica e avrebbe aspettato la sua occasione. La Duster era parcheggiata come sempre davanti a casa sua, ma stavolta notò che aveva un fanalino rotto e le venne l'idea per perfezionare il piano: prese i pezzi di fanalino e li mise davanti al recinto, poi entrò e uccise Marta, che stava fumando sul tetto, e fece cadere un rotolino di carta usato da Guglielmo. Gelsomina dice che voleva solo «una vita normale», e che adesso «la vita è un tale terno al lotto che solo i geni se la possono permettere, come Marta, geniale e realizzata». Prima di essere arrestata, Gelsomina dice a Imma di tenersi stretta la sua vita normale perché se l'è meritata.
Imma incrimina Genna per violenza privata e fa combinare avvisi di garanzia «per tutta la banda della diga di Montegerardo» per falso ideologico e corruzione. Imma nota che Calogiuri ha addosso il profumo di Bartolini, cosa che ha portato Jessica a credere di essere stata tradita da lui; Calogiuri però risponde che avendo il torcicollo si è fatto semplicemente prestare la scarpa della Bartolini e se ne va stizzito. Valentina e Samuel tornano insieme. Un'altra serata al locale jazz di conclude molto bene, ma nella notte Pietro riceve una notizia tremenda: qualcuno ha incendiato il suo locale. A Imma torna in mente l'avvertimento di Lombardi: «quelli di Romaniello sanno tutto e non si fanno scrupoli».
- Altri interpreti: Marco Todisco (Giovanni Paolillo), Giovanna Di Rauso (Giulia Pisapia), Giada Laudicina (Cinzia Morelli), Elvira Zingone (PM D'Antonio), Sara Putignano (Gelsomina Lorusso), Francesco Villano (Guglielmo Genna), Giuseppe Bianco (direttore del centro di geodesia), Chiara Civello (se stessa), Oscar De Summa (giudice), Vincenzo Forcillo (carabiniere della scientifica), Ilir Jacellari (Nicolaus), Luciano Lavarra (perito grafologico), Guendalina Losito (Bea), Mariantonella Loverro (segretaria di Vitali), Antonio Montemurro (padre di Pietro), Giuseppe Percoco (Simone Campagna), Laura Riccoli (Marta Ventura), Domenico Salatino (Vinicio), Massimo Sentinella (Eugenio Lauria), Francesco Siggilino (Stefano Corradi).
- Ascolti: telespettatori 5 103 000 – share 24,1%[7].

## Un mondo migliore di questo
- Diretto da: Francesco Amato
- Soggetto di: Mariolina Venezia, Salvatore De Mola e Pier Paolo Piciarelli
- Scritto da: Salvatore De Mola, Pier Paolo Piciarelli e Francesco Amato

### Trama
Imma indaga su un furto in casa di Gina, la migliore amica di sua suocera. Christian, l'anziano portinaio filippino, è morto di paura con un infarto secco a causa di una grave malformazione cardiaca di cui era all'oscuro, mentre dalla cassaforte sono spariti tutti i gioielli della famiglia Lopriore. Gina accusa la cameriera lituana Ilona, che lavora per la madre di Pietro e che quest'ultima ha prestato all'amica, di aver duplicato le sue chiavi di casa aspettando che questa fosse vuota. Imma crede nell'innocenza di Ilona, e trova strano che i ladri non abbiamo rubato anche il portatile e i soldi nel portafoglio.
Le indagini della D'Antonio sull'attentato al locale di Pietro vanno avanti, ma intanto Vitali decide che la famiglia di Imma debba essere cautelativamente messa sotto protezione da una pattuglia di carabinieri. La D'Antonio interroga i due maghrebini autori dell'incendio e li mette in stato di fermo. Pietro, disilluso, chiede al responsabile del personale della Regione di bloccare la sua domanda di aspettativa «perché dai sogni ci si sveglia». La D'Antonio è costretta a rilasciare i maghrebini perché Pietro non se la sente di denunciarli.
Prima di avvertire i RIS, Calogiuri mostra a Imma e Laura i gioielli della vedova Lopriore che un metronotte ha rinvenuto davanti al palazzetto dello sport, probabilmente lasciati lì di proposito, insieme ai quali c'è un biglietto con scritto «Il sol dell'avvenire è ormai tramontato. Mala tempora currunt».
L'artigiano Ulisse De Lillo viene trovato morto nel suo laboratorio con la testa fracassata. In passato De Lillo militò nell’Olimpia Basket di Matera, ma dopo un folgorante inizio la sua carriera venne compromessa dalla rottura del legamento crociato di un ginocchio provocandogli una leggera zoppìa, il che gli ha impedito di scappare dall'aggressione. Pasquale Casertano, amico e collega di Ulisse, spiega a Imma e Calogiuri che all'uomo piaceva raccontare una storia all'origine del carro della Madonna della Bruna: quella del conte Giovan Carlo Tramontano, che promise ai materani un carro nuovo ogni anno per la festa della Bruna, ma dato che non lo fece i cittadini assaltarono il carro originario e lo sconquassarono per ricordargli che le promesse le doveva mantenere. Casertano ha ceduto l'attività a De Lillo dopo essere andato in pensione, ma pur essendo un bravo artigiano gli affari non andavano bene perché era troppo idealista. Qualche giorno dopo aver discusso con l'amico per degli arretrati, Ulisse è venuto a trovarlo promettendogli che avrebbe saldato il debito, e lui le promesse le manteneva. Ripensando al fatto che il palazzetto dove è stata trovata la refurtiva è lo stesso dove gioca l'Olimpia Basket, Imma inizia a credere che i due casi potrebbero essere collegati.
Samuel, temendo che gli sforzi fatti da lui e da Don Mariano per contrastare Romaniello e i suoi complici siano resi inutili, decide di compiere un atto molto pericoloso: il ragazzo segue di nascosto Giulio Bruno e col telefonino registra da lontano una conversazione tra l'architetto e il boss dei Mazzocca, ma alcuni uomini di vedetta si accorgono della sua presenza e Samuel è costretto a fuggire. Grazie alla registrazione, Bruno viene arrestato e dalle prime analisi del labiale la posizione di Romaniello si aggrava; a causa dell'enorme pericolo che corre, però, Samuel deve essere sottoposto a un programma di protezione testimoni. Valentina è sconvolta dalla situazione e Gabriele, dopo averle detto che Samuel ha compiuto un atto di estremo coraggio, per tirarle su il morale la porta a fare un giro in macchina. Intanto Diana, ormai divorziata da Giuseppe, inizia a frequentare Emanuele Pentasuglia, diventato da qualche tempo istruttore di yoga.
Imma chiede a Franco, figlio di Gina e proprietario di un salottificio, se sa se hanno preso qualcos'altro a casa di sua madre, e se il fatto che la refurtiva sia stata lasciata davanti al palazzetto dello sport gli suggerisca qualcosa, ma lui risponde che non ne sa nulla.
Romaniello è arrabbiato con la Pisapia per come stanno andando le cose al processo e le intima di fermare la Tataranni con ogni mezzo. L'uomo cerca anche di impietosire l'avvocato dicendole che dopo un anno che non la vede deve stare accanto a sua figlia Isabella, che ha undici anni ed è down, e la cui madre (che l'ha concepita con Romaniello durante un rapporto occasionale) è stata da lui profumatamente pagata per sparire. La successiva seduta viene sospesa dalla decisione della Pisapia di dimettersi dal suo mandato per manifeste divergenze col suo cliente.
Taccardi trova in prossimità della ferita sulla testa di De Lillo un frammento di malachite, un minerale usato in gioielleria e oggettistica preziosa. Le telecamere del palazzetto dello sport hanno ripreso Jonas Luksas, un lituano con precedenti di reati verso il patrimonio e sfruttamento della prostituzione; egli è inoltre un ex giocatore di pallacanestro che ha giocato per tre anni con De Lillo nell’Olimpia Basket, ed è stato anche il protettore di Ilona. Luksas però non intende rilasciare dichiarazioni e Imma dispone il fermo. Ilona ammette di aver incontrato Luksas qualche settimana prima e che lui le aveva chiesto di uscire giurandole di aver chiuso col passato, ed è certa che sia stato lui ad aver duplicato le chiavi. Imma è convinta che Jonas sia stato pagato da qualcuno per cui tutto quel teatrino doveva avere un senso.
Le visioni di Luigi Lombardi peggiorano sempre di più, fino a che immagina di dialogare con Donata, che lo accusa di aver tradito i suoi ideali e di essersi prestato alle peggiori schifezze. L'uomo le risponde che non voleva entrare nell'affare dei rifiuti tossici e che dopo la morte di Donata ha pensato che la sua vita fosse finita, che nulla avesse più senso e non ha trovato la forza di liberarsi dal male. Per Lombardi questo peso sulla coscienza è ormai troppo grande da sopportare, e si toglie la vita ingerendo un veleno per topi nello stesso posto dove è morta Donata, a Pisticci.
Franco ammette che suo padre ha sponsorizzato per anni l’Olimpia Basket e che lui ha giocato con De Lillo per tre anni, prima di fermarsi perché non è mai stato forte come Ulisse. Gina però dice che nel 1994 il figlio ha ricevuto una coppa perché grazie a lui hanno vinto le finali segnando 20 punti, un exploit in una carriera trascurabile. Franco non ha idea del perché Ulisse sia stato ucciso, ma dice che «era destinato a soffrire perché voleva che tutti quanti vivessero alle sue condizioni morali». Dichiara inoltre di aver incontrato Luksas solo una volta, quando la Olimpia lo comprò come straniero e suo padre lo presentò alla stampa. Una foto della finale mostra Lopriore mentre innalza una coppa di malachite che Taccardi giudica compatibile con la ferita di De Lillo, viene ordinata una perizia calligrafica sul biglietto trovato con la refurtiva.
Luksas viene nuovamente interrogato e ammette che la sua carriera non ha decollato, e che quando la Lituania non era ancora parte dell'Unione Europea necessitava di un permesso di soggiorno per restare in Italia: in questo è stato aiutato da De Lillo grazie alle sue conoscenze nei sindacati. È stato Ulisse a chiedergli di compiere la rapina e lasciare i gioielli davanti al palazzetto dello sport, ma ha tenuto la coppa vinta da Franco perché era l'esca con cui poteva attirarlo nella trappola, ed è anche l'autore del biglietto.
Franco, oltre a giocare a pallacanestro con Ulisse, aveva fondato con lui un giornale comunista chiamato Il sol dell'avvenire, schierato dalla parte degli ultimi. Lopriore era figlio di un piccolo imprenditore che stava facendo il grande salto ma che non voleva che il figlio frequentasse un noto rivoluzionario, così i due amici pian piano si allontanarono. Un anno fa il padre di Franco morì e lui ereditò un piccolo impero; Ulisse vide l'opportunità di realizzare il suo grande sogno, ovvero un progetto industriale basato sul concetto che gli utili debbano essere reinvestiti equamente nella comunità. Lopriore era stato ricattato da De Lillo con la coppa di vinta nel 1994 fatta rubare da Luksas, oltre a delle carte dove Franco ha registrato il vero volume dei suoi affari: lo sfruttamento di operai senza permesso di soggiorno. Quando Franco raggiunse Ulisse quest'ultimo dichiarò che gli avrebbe restituito i documenti per pagare i debiti che aveva accumulato, in cambio del suo silenzio: non gliene fregava più niente dei principi portati avanti per decenni. Franco ci rimase molto male per questo e lo uccise.
In carcere Giulio Bruno, dopo aver ricevuto velate minacce da Romaniello, decide di collaborare con la giustizia e chiede di parlare con la Tataranni. Pietro esce per fare la spesa e vede la moglie, che gli aveva detto di essere rimasta in Procura, andarsene in macchina con Calogiuri, così li segue e li vede entrare nella casa di lui, fraintendendo la situazione. Poco dopo Imma e Calogiuri vengono infatti raggiunti da due agenti della Direzione Investigativa Antimafia che scortano Bruno, incappucciato.
- Altri interpreti: Marco Todisco (Giovanni Paolillo), Caterina Sylos Labini (Gina), Giulia Vecchio (Donata Miulli), Giovanna Di Rauso (Giulia Pisapia), Luigi Di Maio (Pasquale Casertano), Giustina Buonomo (madre di Giulio Bruno), James De Martino (Ulisse De Lillo), Oscar De Summa (giudice), Ilir Jacellari (Nicolaus), Julia Zhiveynova (Ilona), Marco Mariscoli (avvocato dei maghrebini), Fulvio Mosè Maria Pepe (Franco Lopriore), Dirk Plönissen (Jonas Luksas), Michele Ragno (Don Antonio), Giuseppe Ranoia (ristoratore), Elvira Zingone (PM D'Antonio).
- Ascolti: telespettatori 5 142 000 – share 24,4%[8].

## Il peso dell'anima
- Diretto da: Francesco Amato
- Soggetto di: Mariolina Venezia, Salvatore De Mola e Pier Paolo Piciarelli
- Scritto da: Salvatore De Mola, Pier Paolo Piciarelli e Francesco Amato

### Trama
È la mattina del Venerdì Santo, ed è un amaro risveglio per Pietro, dato che sul suo cellulare arrivano delle foto proprio della moglie insieme al maresciallo; in una, in particolare, Calogiuri ha le labbra molto vicine a quelle di Imma. Nel frattempo questi ultimi si trovano nella casa in cui lui vive con Jessica, perché impegnati nell'incontro con il collaboratore di giustizia Giulio Bruno, scortato da due agenti della Direzione Investigativa Antimafia, che al termine dell'interrogatorio viene trasferito in una località protetta in attesa del prossimo dibattimento in aula. Più tardi, Imma e Pietro ricevono la visita del cugino di Pietro, Antonello, venuto da Roma con la moglie Franca e l'amica Romilda, che rimarranno per alcuni giorni. La sera partecipano tutti insieme alla processione sacra di Montescaglioso, al termine della quale Imma viene informata di un omicidio avvenuto appena un'ora prima in una strada secondaria: si tratta del 63enne Antonio Santomassimo, ex dipendente della FIAT in pensione da un anno, strangolato nella propria auto con una corda. Prima di tornare a casa, Pietro lascia intendere a Imma di sapere che la notte precedente lei si trovava insieme a Calogiuri.
Vitali, che come Pietro ha ricevuto le foto di Imma e Calogiuri, comprende che si tratta di una macchina orchestrata a regola d'arte per infangare la Procura proprio ora che stanno per incastrare Romaniello (affiliato al clan Mazzocca dal boss in persona quando già era latitante) per associazione criminale di stampo mafioso, e chiede loro più discrezione: in attesa di scoprire se le foto sono già finite in pasto ai giornali, impone alla Tataranni di continuare la sua routine lavorativa e a Calogiuri di prendersi un bel periodo di ferie, avendolo già fatto sollevare dai suoi incarichi dal suo comandante. Nel proprio ufficio, Imma rimprovera Calogiuri, il quale ammette di aver avuto l'intenzione di baciarla, ma che poi non lo ha fatto, giurandoglielo più volte. Quando Jessica torna a casa, Calogiuri è tentato di lasciarla, ma Jessica lo interrompe e lo prende in contropiede rivelandogli di essere incinta.
Imma e Capozza ascoltano Anna Larocca, badante di Lorenza, l'anziana madre vedova di Santomassimo deceduta il giorno prima del figlio. Prima di allora Anna non conosceva l'uomo (che pure aveva avvisato del fatto che la madre stava male), il quale giunse alla casa di Montescaglioso quando la madre era stata ormai già portata all'obitorio, dicendole che si sarebbe trattenuto solo per il tempo del funerale prima di tornare a Torino, senza dirle cosa aveva da fare di così urgente. La famiglia Santomassimo abitava a Torino dove il marito di Lorenza lavorava alla FIAT, ma poi i genitori di Antonio andarono in pensione e tornarono a Montescaglioso; il figlio scelse di rimanere a Torino, facendosi strada in azienda e diventando caporeparto. Imma viene a sapere da due produttori di olio d'oliva che sia il padre di Antonio che la famiglia Ielpo di Pomarico si rivolgevano a loro per trattare le proprie olive; la famiglia maggiore degli Ielpo, Vincenza, si era trasferita a Torino dove si sposò col camionista messinese Luigi Spilotros, ma una volta rimasta incinta perse il figlio al quinto mese di gravidanza mentre era di turno alla FIAT.
Jessica scopre che Vincenza, che lavorava alla FIAT sotto Santomassimo, è morta l'anno scorso dopo aver perso il bambino: il medico di famiglia aveva diagnosticato alla donna la depressione, e pare che la donna si sia causata volontariamente la morte attraverso un abuso di farmaci antidepressivi. Ad Anna viene mostrata una foto segnaletica di Spilotros scattata molti anni prima a causa di una lite tra camionisti, ma non riconosce l'uomo né ha mai sentito parlare di lui, però ricorda di aver visto un grosso camion parcheggiato vicino a casa. Il camion di Spilotros ha passato il casello di Torino da un'ora e sarà difficile trovarlo, anche perché da quando gli è morta la moglie vive praticamente nel camion. Del cellulare della vittima non c'è traccia, ma dai tabulati non risultano chiamate importanti.
Un giorno in TV Vitali parla dell'aiuto di Tataranni e Calogiuri nelle operazioni dell'Intelligence che ha permesso di ottenere la collaborazione di un testimone chiave nel processo contro Saverio Romaniello, grazie a cui sarà possibile provare come Romaniello sia stato realmente parte integrante del sodalizio criminale del clan Mazzocca. L'equivoco è dunque risolto, poiché col segreto istruttorio Imma non poteva parlarne con nessuno, ma Pietro ritiene che la moglie avrebbe dovuto almeno dirgli che insieme a lei ci sarebbe stato anche Calogiuri; pertanto, le dice che preferisce dormire sul divano. Il giorno dopo, il giornalista Pino Zazza racconta a Vitali di aver distrutto le foto compromettenti sperando, inutilmente, di poter sapere in anticipo chi sia il misterioso pentito; intanto Diana rivela a Imma che Jessica le ha detto di essere incinta di Calogiuri.
La Bartolini trova una denuncia di Santomassimo contro ignoti: qualcuno, a volto coperto, mesi prima lo aspettò davanti casa e lo aggredì a colpi di bastone. Un carabiniere fuori servizio intervenne e disse che poco dopo sentì un camion allontanarsi da una strada lì vicino, ma non poté prenderne il numero di targa perché impegnato a soccorrere Santomassimo. Intanto Pietro insiste nel dormire sul divano, pur con l'equivoco risolto; Imma cerca di dirgli di aver saputo che Calogiuri (che avrebbe confuso la stima professionale per interesse romantico) sta per diventare padre, ma Pietro la interrompe e le dice che non vuole più sentirlo nominare.
È la mattina di Pasquetta. Imma va a Torino e raggiunge il cugino Salvatore (col quale non si vedeva da dieci anni), che lavora alla FIAT. Salvatore si offre di accompagnarla in un posto dove bazzicano i loro conterranei, e dove rintracciano Spilotros, il quale è estraneo all'omicidio perché in quel momento stava scaricando della merce a Pisticci: egli spiega che lui e sua moglie Vincenza avevano tentato di tutto per concepire un bambino, e che un giorno finalmente ci erano riusciti; tuttavia, quando Vincenza si sentì male durante un turno di lavoro, al quinto mese di gravidanza, aveva chiesto a Santomassimo di poter tornare a casa o quantomeno di chiamare un'ambulanza, ma lui per tutta risposte le disse di prendere una pillola e tornare a lavorare; il bambino nacque nel bagno di quel reparto, ma morì quasi subito, e qualche tempo dopo, a causa della depressione che l'aveva colpita, Vincenza si suicidò. Furioso, Spilotros aggredì Santomassimo, ma non ebbe il coraggio di ucciderlo. Egli inoltre rivela che per il suo atteggiamento tirannico Santomassimo era stato perfino richiamato dalla dirigenza, e che un giorno Vincenza gli aveva confidato che un altro operaio, Giacomo Quarta, per qualche motivo ce l'aveva a morte con Santomassimo.
Diana informa Imma del fatto che Quarta, tornato a Pomarico da dieci anni dopo essere stato licenziato dalla FIAT, ha collezionato una serie di condanne, tra cui una carcerazione per tentato omicidio di 5 anni, conclusa da pochi mesi; invece Taccardi le telefona per farle sapere che l'analisi dei RIS ha stabilito che le fibre trovate sul collo di Santomassimo sono riconducibili a un tessuto fatto di juta. Interrogato, Quarta ammette di odiare visceralmente Santomassimo perché lo fece licenziare dalla FIAT dicendo al caporeparto che rubava i pezzi dall'officina per darli a un suo amico meccanico. Parlando con Imma, Vitali ricorda di aver letto il nome di Giacomo Quarta sui verbali cartacei di Giulio Bruno, dove in effetti quest'ultimo ha spiegato che Quarta fa parte del clan dei Mazzocca, e pare che dopo la scarcerazione abbia portato un'ambasciata di Romaniello proprio a Bruno. Imma ordina quindi alla Bartolini di arrestarlo.
Pietro raggiunge Cinzia e le chiede di riprendere le lezioni di sassofono siccome lo fanno stare bene, ma lei risponde che non ha più tempo perché il suo gruppo sta andando benissimo e fanno serate a ciclo continuo; Cinzia gli propone di andare da un suo amico molto bravo, ma Pietro risponde che cerca un altro modo di ritrovare se stesso. All'uscita dal condomino Pietro si imbatte in Calogiuri, che ha accompagnato Jessica in un centro estetico lì vicino: ascolta in silenzio il giovane maresciallo mentre gli dice che non deve più preoccuparsi perché Imma non c'entra niente ed è solo colpa sua, che il suo «trasporto» per Imma è finito, che sta per sposarsi e diventare padre; prima di andarsene Pietro, rimanendo impassibile, gli dice solamente «auguri». Dopo averci riflettuto, Pietro decide di riappacificarsi con la moglie, ma discutendoci arriva alla conclusione che forse Calogiuri non le è indifferente.
Il giorno dopo, Imma ha un breve confronto con Calogiuri per poi presentarsi all'udienza in tribunale. A sorpresa, il nuovo avvocato di Romaniello afferma che lui e il suo cliente hanno deciso di cambiare posizione: il suo assistito si dichiara colpevole di concorso esterno in associazione mafiosa, ma non degli omicidi di don Mariano Licinio e di Pasquale Iannuzzi. Imma ribatte che non si può cambiare idea in sede di dibattimento, perché così Romaniello potrebbe sperare nella clemenza della corte, e dopo un breve scambio di dialogo il giudice toglie la seduta per rivedersi alle arringhe conclusive. Prima di andarsene, Imma dice a Romaniello di sapere che è stato lui a ordinare di scattare quelle fotografie fuori contesto, e che interrogherà il suo messaggero in carcere, cioè Quarta. Imma si reca in carcere insieme a Diana e ipotizza che lui sia entrato nel clan Mazzocca dopo che Santomassimo lo aveva fatto licenziare, e che il suo unico obiettivo era vendicarsi di lui: questo perché Santomassimo era legato al clan dei Delgado, rivale dei Mazzocca, e lui doveva coprirsi le spalle per far fuori qualcuno di così importante. Quarta però dice che Santomassimo era «un pesce piccolo», quindi esclude che sia stato fatto fuori dai Mazzocca.
Parlando con Diana in Procura, Imma ha un'illuminazione e telefona a Romina chiedendole di mandarle le fotografie che aveva scattato a Montescaglioso. Esaminandole con Diana e la Bartolini, Imma nota che solo uno dei penitenti alla processione sacra ha ancora il cappuccio in testa e non ha il cordone in vita, dovrebbe essere alle spalle del vicolo dove è stato ucciso Santomassimo, inoltre l'orario coincide con quello dell'omicidio nel rapporto redatto da Taccardi. Imma e la Bartolini mostrano al parroco del paese la foto incriminata, e l'uomo riconosce il costume come appartenente a una delle quattro confraternite, aggiungendo però che è un modello vecchio anche se il cordone di juta c'è sempre, dopodiché consegna la lista dei membri della confraternita in questione. Uno di questi, Franco Larocca, è il fratello di Anna: scomparso da tre anni, il suo cadavere non è mai stato trovato. Il suo è a tutti gli effetti un caso di lupara bianca. Il parroco ricorda che Franco era il figlio maggiore di una famiglia di agricoltori, che era un ragazzo scapestrato e che si era messo dentro un brutto giro; egli contattò sua sorella Anna, la quale gli disse che si era rivolta a una persona molto importante di Montescaglioso che però viveva in Nord Italia. Inoltre, nel vivaio del padre dei Larocca venivano coltivati anche i papaveri.
Imma e la Bartolini vanno da Anna, chiedendole di fargli vedere il costume da incappucciato indossato da fratello. Imma ipotizza che Franco si sia affiliato al clan dei Delgado per mezzo di Santomassimo a Torino, dove la stessa Anna lo aveva mandato nella speranza che trovasse lavoro alla FIAT; Santomassimo, invece del lavoro, lo fece diventare «un soldato» e lo rimandò a Montescaglioso, dove sparì nel nulla, forse dopo aver fatto uno sgarro a qualcuno. Dopo la morte dei loro genitori Franco era diventato tutto per lei, e Santomassimo glielo aveva tolto facendolo finire su una strada che porta soltanto alla morte violenta: per questo lo ha ucciso. Anna ribatte dicendo che Lorenza, la madre di Santomassimo, arrabbiata perché il figlio veniva chiamato ogni giorno ma non si presentava mai perché aveva da fare a Torino, «si lavava la bocca» con lei raccontandole, nella sua progressiva demenza, tutte le schifezze del figlio, dicendole che Antonio si era convinto che Franco avesse tradito il clan, e che perciò stato ucciso e buttato nel lago di Monticchio proprio dai Delgado. Anna quindi, approfittando del funerale della donna, aveva preparato la papagna, cioè un infuso di bulbi di papavero e camomilla dalle proprietà tranquillanti (in parole povere, un oppiaceo, di cui Imma aveva ricordato di aver visto i semi su due tazzine la prima volta che l'aveva interrogata) che diede a Santomassimo, chiedendogli poi di riaccompagnarla a casa; lui, già un po' stordito, si mise in macchina ad aspettarla, quindi lei lo strangolò, e dopo essersi incappucciata si confuse tra la folla, tentando nei giorni seguenti di far ricadere la colpa sul povero Spilotros. Inoltre rivela che dopo il funerale della madre disse a Santomassimo di essere rimasta senza lavoro, anche se non voleva niente da lui; eppure, lui le disse senza vergogna che la famiglia con cui lavorava aveva bisogno di una come lei per assistere una persona anziana, ma che non si doveva sapere perché si trattava di un latitante. Anna, in lacrime, dichiara che a Santomassimo non era bastato rovinare suo fratello, e voleva fare lo stesso con lei.
Il processo contro Romaniello si conclude con la condanna dello stesso per concorso esterno in associazione mafiosa a 10 anni di carcere e all'interdizione perpetua dai pubblici uffici; vengono esclusi gli omicidi di don Mariano Licinio e Pasquale Iannuzzi, ma Romaniello viene comunque identificato come mandante di entrambi i reati. Adesso gli sforzi degli inquirenti sono volti a identificare il nascondiglio del boss Agenore Mazzocca. Samuel, ancora sottoposto al programma di protezione, è felice di apprendere questa notizia, e lo stesso boss dei Mazzocca viene a sapere dell'esito della sentenza tramite un pc.
Calogiuri si scusa con Imma per aver commesso diversi errori ultimamente, e Imma fa lo stesso. Calogiuri le dice che stava per informare il loro comandante per decidere del trasferimento tra lui o Jessica, con l'idea di rimanere lui dato che Imma aveva chiesto che restasse in Procura; lei però è molto dubbiosa e se ne va di punto in bianco, lasciando Calogiuri confuso. La sera Imma spera che Pietro decida di tornare alla vita di sempre, ma lui si mostra ancora distante e torna a dormire sul divano, lasciandola affranta.
- Altri interpreti: Marco Todisco (Giovanni Paolillo), Annarita Colucci (Nunzia Campanile), Giada Laudicina (Cinzia Morelli), Dario Cassini (Antonello), Marina Rocco (Romilda), Vincenzo Pirrotta (Luigi Spilotros), Fiorella Zurlo (Teresa Vitali), Elvira Zingone (PM D'Antonio), Elda Alvigini (Franca), Vincenzo Appella (cameriere al ristorante di Torino), Francesco Paolo Burgi (usciere della Procura), Veronica D'Elia (Anna Larocca), Oscar De Summa (giudice), Andrea Di Casa (Salvatore), Giuseppe Dubla (carabiniere di Montescaglioso), Lucia Iacomini (signora Carità), Ilir Jacellari (Nicolaus), Guendalina Losito (Bea), Don Davide Mannarella (prete), Antonio Montemurro (padre di Pietro), Massimiliano Poli (parroco di Montescaglioso), Angelo Roberti (signor Carità), Rosanna Tremamunno (proprietaria del ristorante di Torino), Vincenzo Viggiano (Antonio Santomassimo), William Volpicella (avvocato di Romaniello), Francesco Zaccaro (Giacomo Quarta), Francesca Caggiano (figlia di Vitali), Michela Caggiano (figlia di Vitali).
- Ascolti: telespettatori 4 424 000 – share 25,2%[9].

## La doppia vita di Mister E.
- Diretto da: Francesco Amato
- Soggetto di: Mariolina Venezia, Salvatore De Mola, Pier Paolo Piciarelli e Luca Vendruscolo
- Scritto da: Salvatore De Mola, Luca Vendruscolo e Francesco Amato

### Trama
Imma spera che suo marito riesca prima o poi a mettere una pietra sopra la storia della foto compromettente con Calogiuri. Apparentemente sembrerebbe di no, visto che Pietro approfitta della forzata convivenza in casa di Brunella, la madre di Imma rimasta priva di badante (dopo che Nicolaus è tornato a Bucarest per aiutare il fratello con la sua farmacia), per tornare a stare dai suoi genitori; una soluzione provvisoria che però a Imma non piace per niente. Calogiuri sembra felice di fronte alla sua nuova condizione, anche se non è convintissimo che Jessica sia la donna della sua vita, e ancora non è stata presa una decisione su chi tra loro due debba andare in un'altra sede. Intanto Tataranni deve occuparsi dell'omicidio di John Gardiner, un cittadino anglo-irlandese 60enne arrivato anni prima a Matera come costumista di una grande produzione cinematografica americana e che alla fine aveva deciso di restare nella città dei Sassi, dove aveva aperto una sartoria: l'uomo è stato assassinato la sera prima tra le 21 e le 23, e il suo corpo è stato adagiato accanto all'entrata di una chiesetta dove il venerdì si celebra il rito ortodosso; i vestiti che indossa, che non erano suoi, sono asciutti, ma stranamente i suoi polmoni sono pieni d'acqua. La telecamera non ha non potuto riprendere nulla perché pare essersi rotta proprio intorno al momento della sua morte.
Gardiner era apertamente omosessuale e capitava che fosse bersaglio di insulti a sfondo omofobo, tanto che una volta sporse anche denuncia contro ignoti dopo essere stato fisicamente aggredito. La macchina dell'uomo è parcheggiata a due isolati dalla sartoria, e i tabulati telefonici non si trovano a causa di un problema tecnico. Taccardi conferma che Gardiner è stato ucciso costringendolo a ingerire l'acqua di un pozzo con un imbuto; inoltre, l'odore particolare emanato dal corpo era dovuto a un bagnoschiuma all'essenza di mandorle e zenzero, di marca Mamalou.
Imma interroga Giacomo Chirico, un ragazzo che aveva imbrattato un muro con un insulto diretto a Gardiner, e che ha piccoli precedenti per minacce e una rissa. Dieci anni prima suo fratello maggiore Demetrio si impiccò a 15 anni perché vittima di atti di bullismo. Imma cerca di fargli capire che si è fatto convincere che per strada o si fa il duro o la vittima, ma la vita non è così, e le scelte sono tante: una di queste è diventare "forti", così può difendere i più deboli come suo fratello Demetrio; è una strada certamente molto difficile, ma che dà anche molte soddisfazioni. Comunque, il ragazzo è estraneo all'omicidio, e Imma lo invita a riflettere su quanto gli ha detto. Successivamente viene interrogata una cliente di Gardiner, Emanuela Di Lorenzo, che da parte dell'uomo ha ricevuto sul cellulare la foto (che poi ha cancellato) di un attraente ragazzo nero nudo su un letto a baldacchino; sembrava una foto scattata da lontano e poi ingrandita. Il ragazzo in questione è Gibril Diouf, originario del Burkina Faso e arrivato in Italia tre anni prima; nella richiesta di asilo alla Questura per ragioni umanitarie, Calogiuri ha trovato anche una lettera di accoglienza di una onlus. Calogiuri e Capozza si recano personalmente alla Onlus e portano Gibril in Procura; Calogiuri informa Imma che sua figlia Valentina, insieme a Gabriele, ha iniziato a fare volontariato alla onlus insegnando l'italiano. Intanto Pietro accoglie il consiglio di Cinzia e inizia una psicoterapia con il dottor Serafino Sansoni.
Gibril racconta che Gardiner era suo amico e lo aiutava a sostenere la sua famiglia rimasta in Burkina Faso inviando vestiti e soldi, dato che quelli da lui guadagnati nei campi non erano sufficienti. Gibril non è mai stato con Gardiner, e spiega che il letto della foto nella quale appare nudo è di Elliott Morris, l'amante americano di Gardiner; quest'ultimo, geloso, gli aveva chiesto un favore, cioè andare a Irsina e "tentare" Morris per vedere se lo avrebbe tradito con lui, cosa che poi è avvenuta. Gibril dice che dopo averne informato Gardiner non ha più incontrato nessuno di loro due, ma non ha testimoni che possano provare la sua estraneità all'omicidio. Il prossimo interrogato è lo stesso Morris, venuto di sua spontanea volontà, giunto in Italia due anni prima e assunto alla ditta Firex; si era messo con Gardiner sei mesi, prima di lasciarlo perché non è fatto per le relazioni stabili; ammette di aver avuto una relazione solamente fisica con Gibril, col quale è stato almeno una decina di volte, scoprendo inoltre che la foto che ritrae il ragazzo è stata inviata da un ignoto quando Gardiner era già morto, forse con l'intenzione di incolpare Gibril. Anche Morris non ha testimoni che possano confermare il suo alibi. Imma chiede a Morris se la Chiesa del Purgatorio avesse un significato particolare per Gardiner: egli era cattolico, sebbene non praticante, e durante una discussione sul Purgatorio gli disse che gli piaceva come idea perché era un posto per quelli come lui, credenti ma non accettati dalla Chiesa.
Calogiuri recupera i tabulati del telefono di Gibril e scopre che la sera della morte di Gardiner i due hanno conversato per qualche minuto alle 19:20, poi dopo l'una di notte lo ha chiamato senza mai ricevere risposta, dato che l'uomo era già morto; pur ritenendo che il suo movente sia debole, decide di andare direttamente da lui con Calogiuri sperando che si ammorbidisca. Gibril rivela che un mese fa Gardiner gli ha chiesto di seguire Morris per capire dove andava quando spariva, perché non capiva il motivo per cui lo aveva lasciato, ma non ha scoperto niente. Siccome si trovava bene con Morris, Gibril ci era andato altre volte ma senza dirlo a Gardiner, per non addolorarlo. Morris era diventato sempre più nervoso, faceva tante telefonate in inglese, arrabbiato, aveva cinque cellulari. Gibril aveva pensato che Morris fosse in pericolo. La sera prima che Gardiner morisse, Morris lo aveva chiamato, ma poi gli aveva detto di non venire più; tuttavia Gibril era già sotto casa sua, così lo aveva visto uscire e si era nascosto nel retro della sua auto, che Morris aveva guidato fino a Acqua di Lupo, dove c'è una masseria in disuso. Qui Morris aveva estratto una pistola e si era addentrato nella struttura; Gibril quindi era tornato da Gardiner e gli aveva raccontato tutto, così l'uomo gli aveva chiesto di portarlo a Acqua di Lupo, perché Morris non gli rispondeva da giorni; ci erano andati la sera dopo, ma Gardiner non voleva che Morris sapesse che era suo amico, così Gibril lo aveva lasciato lì ed era andato via alle 20:30.
Imma e Calogiuri raggiungono la masseria e intuiscono che qualcuno ci è stato recentemente, ma al suo interno non trovano nulla di particolarmente rilevante, tranne una cisterna nei sotterranei. Un fattore spiega ai due di non aver mai visto niente di strano nella masseria; il terreno è di famiglia e l'ha ricevuto dal padre, che pure voleva comprare la masseria, ma il padrone, un certo Pasquale Parrinello di Napoli, non ha intenzione di venderlo, sono anni che non lo sente e oltretutto non sa che fine abbia fatto, è come scomparso. Il fattore spiega anche che in quei campi non c'è segnale, ma è probabile, dato che a Calogiuri il cellulare funziona, che abbiano messo qualche ripetitore; fino a quattro anni prima i cellulari prendevano, e all'improvviso non lo hanno più fatto.
Su invito di Diana, Imma e Pietro partecipano a un nuovo corso di ballo sudamericano per cercare di ritrovare piano piano l'intesa di coppia.
Dopo essere stato in Procura, Morris è come volatilizzato. Raggiungono l'appartamento nel quale Morris abitava, in cui trovano una bottiglia di Mamalou, il bagnoschiuma usato da Gardiner, e il letto su cui Gibril era stato fotografato; ipotizzano che la foto sia stata scattata da un palazzo disabitato poco distante. Diana contatta il consolato americano, da cui scopre che non esiste alcun Elliott Morris che vive in Italia e lavora alla Firex, e che la stessa ditta farà tutte le ricerche possibili. La Bartolini scopre che l'auto usata da Morris era intestata a un prestanome di Ginosa all'oscuro di tutto. Imma incontra Zakary, l'avvocato della Firex, perché ha fondati sospetti che Morris sia coinvolto nella morte di Gardiner; per quanto ne sa, Morris si occupava di risorse umane, ma non sa neppure che faccia abbia, e pare che sia stato assunto alla Firex su pressione di qualcuno che sta molto in alto. Ragionando, Imma arriva alla conclusione che Elliott Morris sia in realtà un agente segreto, e quello non sia neppure il suo vero nome.
Tornati in Procura, Imma ricostruisce i fatti con Calogiuri, Diana e Bartolini. Morris commette il più grande errore per un agente segreto: si innamora; ma stando John a Matera e lui a Irsinia, la relazione può continuare senza che John sospetti nulla della doppia vita del compagno. Ma quando John chiede a Elliott di andare a vivere insieme, Elliott lo respinge e probabilmente lo fa in maniera brutale. Vivendo insieme non avrebbe mai potuto nascondere la sua doppia vita di agente segreto, e forse è proprio il modo brutale con cui lo allontana che insospettisce John, che un po' per curiosità e un po' per gelosia chiede a Gibril di frequentarlo. Con Gibril si vedono varie volte, e probabilmente Gibril capisce che Elliott ha qualcosa da nascondere; scopre la masseria e lo dice a John, che si fa accompagnare lì per parlare col compagno, e lì viene ammazzato. Imma fa contattare da Diana i RIS per prelevare i campioni di acqua dalla cisterna che sta nei sotterranei della masseria per capire se è stato ucciso lì. La Bartolini pensa che forse Morris ha ucciso Gardiner perché ha scoperto troppo, ma Diana si domanda quale sia il senso di uccidere un uomo che si ama per poi lavarlo, pettinarlo, profumarlo, vestirlo e portarlo a Matera davanti alla Chiesa dove fanno la messa il venerdì i russi. È proprio quest'ultima parola che fa decidere a Imma di ordinare un'ispezione accuratissima della masseria per il giorno seguente.
Valentina, Gabriele, Bea e Giovanni passano del tempo insieme a casa di Brunella; frugando in cucina, Gabriele trova un barattolo con un po' di marijuana che Nicolaus usava nelle tisane per calmare Brunella, e ci fa delle canne che consuma con Valentina.
L'ispezione alla masseria porta al ritrovamento di un pezzetto di un biglietto aereo e alla scoperta che la corrente arrivava da un generatore, probabilmente situato al piano di sopra: l'attività di Morris si svolgeva di sotto in modo che nessuno potesse scoprirlo. L'esito di comparazione dell'acqua ritrovata nei polmoni di Gardiner è compatibile con quella nella cisterna di Acqua di Lupo. Inoltre il frammento di biglietto aereo è stato emesso da una compagnia russa, l'unica che fra l'altro fa la tratta Mosca-Bari. Rimane da capire chi abbia ucciso Gardiner, e se sulla strada che porta alla masseria c'è un autovelox forse possono beccare qualche spostamento di Elliott quella notte.
Imma e Calogiuri incontrano Romaniello in carcere su richiesta di quest'ultimo: egli darà loro tutte le informazioni necessarie per catturare il boss Agenore Mazzocca, uno dei latitanti più ricercati e pericolosi d'Italia, ma solo e soltanto se potrà tornare in libertà. Imma risponde che lei non può accettare questo tipo di accordi e che farà chiamare un collega della DIA per farlo collaborare, ma Romaniello non è interessato ed è irremovibile: una volta catturato il boss, si prenderà la sua ricompensa e basta.
Imma viene a sapere dal maresciallo La Macchia che un certo Luciano Accettura, detto Lello, si è costruito una bella villa sulla strada per Irsina, ma a causa del fastidio provocato dalle grandi velocità a cui sfrecciano le auto ha chiesto al comune di installare un autovelox, e dopo qualche settimana glielo hanno accordato. Ciò ha consentito di ottenere una fotografia di Elliott che va alla masseria a grande velocità, ben 130 km all'ora, alle 22:15, perché sperava di salvare Gardiner; una seconda foto invece, scattata alle 23:30, mostra la macchina di John, stavolta a 80 km orari, con Elliott alla guida e con a bordo il cadavere di John, che quindi è morto al massimo alle 23. Ora Elliott ha una sola missione in testa: porta John a casa sua e lo lava con un sapone che gli piaceva tanto poi lo veste con molta cura, prende la macchina di John, ci carica l'amante, torna a Matera, lascia il cadavere davanti alla Chiesa del Purgatorio disattivando la telecamera di sicurezza con i sistemi che gli agenti segreti sanno usare. Elliott non ha ucciso John, perché quando è arrivato alla masseria lo ha trovato già morto, forse richiamato da qualcuno che gli ha fatto capire che lo aveva nelle sue mani. Intanto Imma riferisce a Vitali la proposta di Romaniello, e il procuratore è suo malgrado disposto ad acconsentire.
Imma va a casa di sua madre e scopre che Valentina le aveva rubato le chiavi per entrarci e che ha fumato le canne, facendola arrabbiare. Ora però Imma deve pensare a sistemare sua madre in una casa di riposo di Grottole chiamata Villa Fiorita.
Imma ritiene che forse i russi nella masseria avessero un centro di spionaggio e Elliott voleva capire cosa facessero, ed è stato per evitare che John ci finisse in mezzo che l'ha lasciato. Diana le consegna una busta spedita da un certo Giovanni Re David, e Imma capisce che è un riferimento al film King David, dove Gardiner faceva il costumista. Finalmente arrivano i tabulati telefonici di John. Imma convoca anche Calogiuri e Bartolini, dopodiché, assicuratasi che nessuno possa origliare, fa partire una registrazione audio in cui risulta chiaro che i russi hanno ricattato Elliott prendendo John in ostaggio; tale telefonata è stata fatta dall'utenza di Elliott a quella di John alle 22, poco prima che Elliott andasse alla masseria a recuperare il corpo dell'amico, quindi chi ha spedito il materiale aveva accesso sia all'utenza di John sia a quella di Elliott. Giovanni Re David è la firma di un uomo abituato a parlare per simboli: Elliott Morris. Imma ne parla con Vitali, che lo sapeva e al quale i servizi segreti avevano chiaramente fatto capire che sarebbe stato meglio fermarsi; Vitali sostiene che a questo punto sarà «messo sulla graticola», ma Imma ribatte che lui deve semplicemente fare richiesta formale all'ambasciata russa per sapere quali agenti segreti operano in Basilicata.
Morris telefona a Imma dicendole che vuole salutarla prima di partire per un lungo viaggio, e le dà appuntamento nella Chiesa del Purgatorio. Elliott ritiene che John sia stato già accolto dove merita di stare, cioè in Paradiso, e quando Imma dice che lui lo amava molto, Morris risponde che nel loro mestiere l'amore è un lusso che non possono permettersi mai, ma che nonostante questo lo amava molto; Morris non avrebbe potuto fare altro che questo lavoro, e lo fa da quasi 40 anni in giro per il mondo «cercando di lavorare per la sicurezza del mio paese, per la libertà e la democrazia». Imma lo ritiene un po' ingenuo, ma Morris risponde dicendo «Se non credi in quello che fai, perché lo fai?». Quando il 25 maggio aveva ricevuto quella chiamata dal cellulare di John aveva perso il controllo, e quando aveva sentito la voce di quel russo alla masseria aveva capito immediatamente tutto: si era precipitato alla masseria, ma aveva capito che John era già morto. Aveva riportato John a casa con la sua macchina, lo aveva lavato e gli aveva messo un vestito di quelli che aveva a casa sua «per accompagnarlo nella sua pace», sapendo già che non avrebbe partecipato al suo funerale. Morris crede che alla masseria ci fosse una specie di base di controllo per i droni-spia nel Mediterraneo, ma non ne è sicuro. Riguardo alla foto di Gibril nudo, Morris ritiene che evidentemente i russi lo stessero spiando già da un po'. Quando Imma gli chiede che cosa farà ora, Morris le mostra la foto di un uomo chiamato Alexander Grushenko: ha una ditta di import-export con sede a Bari; non si trova più in Italia, ma Morris ha molti amici in giro per il mondo e lo troverà, anche se fosse l'ultima cosa che farà. Quando ci riuscirà, manderà a Imma una foto, magari firmandosi ancora Giovanni Re David: il suo nome vero non lo ricorda nemmeno più.
Imma accompagna sua madre a Villa Fiorita, dove Brunella, inizialmente contraria a restare, ritrova l'amica Sebastiana. La sera stessa Imma è quasi commossa nel vedere che Pietro è tornato a casa.
- Altri interpreti: Marco Todisco (Giovanni Paolillo), Shi Yang Shi (Zakary), Giada Laudicina (Cinzia Morelli), Tomas Arana (Elliott Morris), Francesco Paolo Burgi (usciere della Procura), Grazia Daddario (Sebastiana Loperfido), Anna Maria De Luca (Porzia), Angela De Matteo (Emanuela Di Lorenzo), Francesco Ferrante (Canio Senise), Filippo Gili (Serafino Sansoni), Ilir Jacellari (Nicolaus), Sonia Lynn Jameson (Mabel Archibald), Anna Maria Loliva (Marietta), Guendalina Losito (Bea), Luciano Marinelli (John Gardiner), Antonio Montemurro (padre di Pietro), Nicolas Orzella (Giacomo Chirico), Alessandro Tataranni (maestro di ballo), Abdou Thiam (Gibril Diouf).
- Ascolti: telespettatori 4 257 000 – share 24,8%[10].

## Angelo o diavolo
- Diretto da: Francesco Amato
- Soggetto di: Mariolina Venezia, Salvatore De Mola, Pier Paolo Piciarelli e Michele Pellegrini
- Scritto da: Michele Pellegrini, Pier Paolo Piciarelli e Francesco Amato

### Trama
La pedina di scambio che Romaniello ha dato a Imma per uscire dal carcere è la testa di Mazzocca, il capo della cosca 'ndranghetista. Il boss viene arrestato, ma si affretta a dire a Imma, della quale riconosce il valore, che chi l'ha venduto è «un Giuda Iscariota, una serpe». Imma incassa un avvertimento non richiesto e nemmeno tanto inaspettato: sa che Romaniello non ha fatto arrestare Mazzocca per amore della giustizia, ma solo per tornaconto personale. Mentre Imma parla con i giornalisti, Jessica confessa a Diana (che le ha regalato un paio di calzini per neonati) di aver mentito: non è incinta, sperava fosse solo «una piccola bugia». Successivamente, Diana lo racconta a Imma.
Nella cappella di Villa Fiorita di Grottole, viene trovato il corpo di Sebastiana Loperfido, che è stata pugnalata al cuore con uno dei sette pugnali della statua della Madonna Addolorata, dove ciascuno di essi rappresenta uno dei sette dolori di Maria. Sebastiana si trovava nella casa di riposo da quattro anni: prima abitava in Germania, ed è tornata in Italia perché diceva di voler morire a casa sua. Don Alfio racconta che, sebbene fosse generalmente ben voluta, una volta un uomo la accusò pubblicamente di avergli assassinato la madre; l'uomo in questione si chiama Salvatore Pizzuto, detto Totò. Nel frattempo, approfittando del trambusto, Brunella sparisce da Villa Fiorita; Pietro scopre che la suocera è tornata a casa grazie a Valentina e Gabriele, e che sta insegnando a cucinare a Gibril per aiutarlo a trovare lavoro in qualche ristorante, cosa che Valentina sperava di riuscire a concludere in un paio d'ore senza che nessuno se ne accorgesse. Pur essendo arrabbiata con la figlia per averglielo nascosto, Imma decide che sua madre rimarrà con loro.
Totò spiega di aver rincontrato Sebastiana per la prima volta dopo 50 anni, e di averla riconosciuta perché portava la stessa collana di allora. Sua madre aveva partorito già cinque figli e non poteva permettersi un altro bambino, così aveva chiamato Sebastiana, che faceva la mammana, per abortire, ma purtroppo era morta a causa dell'intervento della donna; egli è sicuro che altre donne siano morte in questa maniera. Da quel momento la sua vita era cambiata radicalmente: suo padre non riusciva a sfamare tutti e cinque i figli, così aveva messo lui e suo fratello maggiore in orfanotrofio; Totò aveva iniziato a fare avanti e indietro tra case e riformatori, aveva avuto cattive amicizie, e a 18 anni era finito in carcere per furto. Quando aveva rivisto Sebastiana a Villa Fiorita, dove era andato a trovare un conoscente, Totò le aveva gridato: «Assassina! Devi bruciare dentro all'inferno!».
Durante il funerale Imma nota l'atteggiamento sprezzante di Giacomo Popolizio, dal quale apprende che, una volta emigrata come lui in Germania negli anni '70, siccome le autorità tedesche erano molto severe con chi eseguiva aborti clandestini, Sebastiana era diventata strozzina prestando i soldi fatti come mammana, ed è così che si era arricchita veramente, rovinando molta gente. Come infatti scoprono La Macchia e Calogiuri, Sebastiana è morta con una grossa disponibilità economica, e due settimane prima di essere uccisa ha fatto testamento esclusivamente in favore di un'associazione religiosa chiamata "Le Figlie dell'Eterno Amore', guidata da Santina De Marzo. Ottenuta la lista delle donatrici per verificare eventuali collegamenti tra la donna e Villa Fiorita, grazie a Diana, Imma scopre che una certa Maddalena Di Comite ha lavorato a Villa Fiorita come inserviente fino a due mesi prima, poi è partita per l'India con un volo pagato con una carta di credito intestata al figlio della De Marzo.
Negli ultimi tempi Sebastiana usciva da Villa Fiorita, ma non si sa dove andasse. Don Alfio dice a Imma che Maddalena aveva un fratello con il quale non era in buoni rapporti, e che, dopo aver fatto le pulizie, pregava insieme a Sebastiana; forse era stata lei a introdurre Sebastiana nel gruppo della De Marzo. Diana scopre che entrambi i testimoni del testamento di Sebastiana facevano parte del gruppo della De Marzo, mentre il notaio era il nobile Rodolfo Filo Della Calce. Imma ipotizza che l'uomo si sia messo d'accordo con la De Marzo e Maddalena, che sarebbe fuggita con i soldi di Sebastiana: decide quindi di far sospendere il testamento e di avviare un procedimento nei suoi confronti. Probabilmente Sebastiana si era lasciata circuire da Maddalena nel tentativo di espiare il male fatto in passato.
Imma scopre da Popolizio che, in Germania, Sebastiana era spesso in compagnia di un bambino, Luigi. Sua madre le racconta che Luigi era il nipote di Sebastiana, la quale lo aveva preso in casa e lo trattava come un figlio. La Macchia scopre che da Villa Fiorita sono passati tre uomini che si chiamano Luigi, tra i quali il necroforo Allegretti, che così avrebbe rincontrato la zia. Imma e Calogiuri si recano a casa dell'uomo, sposato con Kristina e padre di due figli: egli racconta che la zia era emigrata in Germania a 30 anni, dopo che il marito l'aveva lasciata perché aveva scoperto che Sebastiana era sterile in seguito a un aborto prematuro a 13 anni; la madre di Luigi aveva altri figli, e aveva accettato che la lontana cugina si occupasse di Luigi sapendo che non gli sarebbe mancato niente; Luigi era tornato in Italia appena aveva potuto, perché veniva preso in giro in quanto «figlio della strozzina». Quando Sebastiana aveva saputo che il nipote era sposato e con figli, era andata a trovarli alcune volte tutta contenta.
Don Alfio rivela ad Imma e Calogiuri che, un giorno, Sebastiana, che era solita "parlare" con la statua di Maria, gli aveva chiesto se la Madonna fosse permalosa, questo perché lei aveva fatto una promessa, ma voleva rimangiarsela perché credeva di aver fatto un errore; secondo Imma, Sebastiana era pentita del testamento fatto per la De Marzo e voleva cambiarlo a favore di chi poi l'ha uccisa. Sebastiana avrebbe cominciato a sentire delle risposte dopo il funerale al quale Luigi ha partecipato: Imma fa quindi controllare alla Bartolini i movimenti bancari di Allegretti, perché lui si sarebbe preso gioco dell'ingenuità della donna.
Jessica non riesce più a sostenere il peso delle sue bugie, e confessa a Ippazio tutta la verità: non è mai stata incinta e ha finto di esserlo perché sperava che questo lo tenesse legato a lei. Lui è sconvolto e la lascia seduta stante, e il mattino seguente si confida con Imma.
Imma scopre che Allegretti è interessato a un costoso appartamento in centro per il quale necessita di un congruo anticipo; Sebastiana però aveva già fatto voto alla Madonna con il testamento, e non se la sentiva di tirarsi indietro. Giunti alla cappella, Imma e Calogiuri teorizzano che Kristina si sia messa dietro la statua della Madonna fingendo di rispondere alle domande di Sebastiana. Telefonando a Valentina e facendosi spiegare come è riuscita a portare via la nonna, Imma individua il percorso fatto anche da Kristina. Parlando con l'agente immobiliare che ha trattato con Allegretti, Imma e Calogiuri scoprono che l'uomo ha menzionato una certa «donazione».
Imma convoca Luigi e Kristina in Procura. Se Sebastiana non poteva cambiare il testamento, avrebbe potuto fare una donazione in vita, così i soldi sarebbero rimasti a loro e non ai truffatori. Un giorno, quando Sebastiana era andata a trovarli, i due avevano pianto miseria, e la donna aveva detto che forse una piccola possibilità c'era; però, se Sebastiana non poteva rimangiarsi il voto fatto alla Madonna, sarebbe stata la Madonna a non accettare quel dono, così Kristina aveva fatto la voce della Madonna che diceva a Sebastiana di donare tutto quello che aveva a Luigi e alla sua famiglia. Dato che Sebastiana non se la sentiva, Kristina aveva avuto uno scatto d'ira, e aveva pronunciato una frase in tedesco che diceva ai suoi figli quando la facevano arrabbiare, e siccome Sebastiana conosceva il tedesco e frequentava casa loro, aveva capito che c'era Kristina dietro. Sebastiana aveva tentato di chiamare don Alfio e si era messa a urlare, e siccome non smetteva, Luigi l'aveva uccisa con il pugnale; era stata Kristina a mettere in mano al marito il pugnale, piena di risentimento maturato in anni e anni nei suoi confronti per la vita che conducevano, che lei riteneva insoddisfacente.
Jessica dà le dimissioni e decide di tornare a Palermo, dicendo a Imma che per fare il loro lavoro bisogna essere forti come lei, e non sente di esserlo, ritenendosi comunque onorata di aver lavorato con lei.
Mentre sono a letto, Imma tenta di entrare in intimità con Pietro, ma devono fermarsi quasi subito perché lui si blocca a causa di un mal di schiena.
- Altri interpreti: Vincenzo Albano (Don Alfio), Daniele Atti (Luigi Allegretti a 8 anni), Mirko Andrisani (Totò Pizzuto a 5 anni), Gianpiero Borgia (Rodolfo Filo Della Calce), Nunzio Cappiello (anziano nella casa di riposo), Antonio Centola (Leonardi), Camilla Cisternina (Santina De Marzo), Barbara Coretti (Sebastiana Loperfido da giovane), Grazia Daddario (Sebastiana Loperfido), Anna Maria De Luca (Porzia), Francesco Ferri (barista), Francesco Galzio (figlio di Allegretti), Nunzia Gaudiano (figlia di Popolizio), Filippo Gili (Serafino Sansoni), Alma Leiberg (Kristina), Grazia Leone (segretaria giovane), Mauro Marcotullio (figlio di Allegretti), Dafne Montemurro (madre di Totò Pizzuto), Lucia Musillo (anziana nella casa di riposo), Gino Nardella (Totò Pizzuto), Ivano Picciallo (Luigi Allegretti), Giovanni Ramunni (Giacomo Popolizio), Anna Rinaldi (giornalista), Alessandro Tataranni (maestro di ballo), Isabella Urbano (agente immobiliare), Abdou Thiam (Gibril Diouf).
- Ascolti: telespettatori 4 328 000 – share 23,9%[11].

## La donna che perse la testa
- Diretto da: Francesco Amato
- Soggetto di: Mariolina Venezia, Salvatore De Mola, Pier Paolo Piciarelli
- Scritto da: Salvatore De Mola, Pier Paolo Piciarelli e Francesco Amato

### Trama
La baronessa Giuseppina Antonini De Raho viene ritrovata morta sul vialetto che conduce alla sua villa: era in moto, e la sua testa è staccata dal corpo, come se fosse stata decapitata. Da una prima valutazione di Taccardi, sembra che l'omicidio sia avvenuto tra le 18 e le 20 della sera prima, mentre la baronessa stava tornando a casa. Il corpo è stato trovato da alcuni operai impegnati nella ristrutturazione della piscina della villa, e ne hanno parlato subito con l'amministratore della tenuta, Vincenzo Musillo, che abita nella dépendance.
Musillo descrive Giuseppina come una donna bellissima, colta e raffinata, proveniente da una famiglia della piccola borghesia di Miglionico, che nonostante i 28 anni di differenza sposò il barone De Raho, proprietario dell'AntoRaho, un'azienda di cemento e costruzioni ultimamente espansa nel campo delle energie rinnovabili. Nel testamento, il barone, morto 10 anni prima, lasciò l'azienda alla moglie e ai figli avuti dal primo matrimonio, Gualtiero e Paolo. Musillo ha lavorato per la baronessa da quando lei rimase vedova, mentre prima era maestro elementare di Miglionico nella stessa scuola del padre di lei; le loro famiglie si conoscevano, e quando Giuseppina rimase vedova, volle accanto a sé un pezzo del suo mondo, perché per la nobiltà lei rimaneva comunque la figlia di un maestro di paese. Verso le 19 della sera prima, Musillo sentì il rombo di una moto che è certo non essere stato quello della baronessa, la quale stava tornando da un consiglio di amministrazione. Lui non si preoccupò del ritardo perché lei era solita rientrare tardi, mentre lui va a dormire presto.
Bartolini e Calogiuri scoprono che, dopo la morte del marito, Giuseppina non si limitò a incassare gli utili a fine mese, ma prese in mano le redini dell'azienda, ed è a lei che si deve l'idea dell'eolico. Dalle analisi sul taglio del collo, sono state riscontrate tracce di nylon, che però non è presente negli indumenti della vittima. Calogiuri incontra il notaio indicato da Musillo, e viene a sapere che, quando il barone morì, lasciò una grossa quota della sua eredità alla moglie, eredità che i figli, in contrasto tra loro, avrebbero ottenuto alla morte della matrigna.
Gualtiero descrive la matrigna come una nota arrampicatrice sociale, e che quando lui e il fratello dovettero gestire l'azienda con lei, i rapporti furono decorosi, perché lei aveva un certo intuito per gli affari, ma lui era contrario alla volontà della matrigna di insistere per l'eolico e alla decisione presa nell'ultimo consiglio di amministrazione: unirsi ad un gruppo di imprenditori per la costruzione del nuovo termovalorizzatore che il nuovo Presidente della Regione vuole far costruire sul Vallone della Femmina. L'azienda parteciperà alla gara d'appalto con buone probabilità di successo, perché, secondo Gualtiero, nella cordata ci sono imprenditori con «un’opinione piuttosto personale della legalità». Paolo votò a favore, per questo ottennero la maggioranza: a lui non è mai interessata la società, si è sempre limitato a riscuotere i proventi della sua parte alla fine del mese, quindi non avrebbe votato a favore per la bontà del progetto. Gualtiero è tornato a casa dopo il consiglio d'amministrazione, come possono testimoniare moglie e figli. Paolo parla del fratello come di «uno che aspira a tenere tutto sotto controllo, pure i sentimenti», per questo, a differenza sua, non divenne alleato di Giuseppina, con la quale Paolo andava d'accordo sia dal punto di vista umano che professionale. Diversamente del fratello, Paolo non ha un alibi per la sera dell'omicidio.
Arriva la foto del luogo esatto della decapitazione della baronessa, un tratto della strada poderale dove ci sono due filari di ulivi da ambo le parti della strada. La Macchia ipotizza che a uccidere la baronessa sia stato un suo vicino di casa, Bastiano Proietti, un contadino che due mesi prima aveva minacciato la donna ed è stato denunciato per stalking, anche se tecnicamente la denuncia era contro ignoti. Proietti odiava Giuseppina (che soprannomina beffardamente «Maria Antonietta») perché da Roma, dove aveva una cattedra di letteratura americana, era venuto in Basilicata con la sua famiglia per avere una vita più sana e a contatto con la natura, e attribuisce alle pale eoliche volute dalla baronessa la rovina della sua famiglia, dato che la moglie lo ha recentemente lasciato, all'inquinamento acustico e dell'ecosistema.
Musillo dichiara di non aver accennato alla denuncia di stalking perché, benché Giuseppina volesse ritirare la denuncia siccome compativa la condizione di Proietti, le consigliò di non farlo perché era l'unico modo per tenerlo a distanza: per spaventarlo allora la baronessa lo denunciò, ma senza fare il suo nome ai Carabinieri. Musillo afferma che, per scaramanzia, la baronessa parlava spesso di come avrebbe voluto i suoi funerali, e chiede di poterli organizzare una volta che il corpo sarà liberato. Inoltre la donna aveva cattivi rapporti con gli unici parenti che aveva, dei cugini a Miglionico, perché mettevano in giro dicerie sul suo conto, visto che era non povera ma quasi, e nessuno pensava che un giorno avrebbe potuto godere di tale ricchezza.
Tataranni e Calogiuri raggiungono Paolo, che ha il vizio del gioco, in una sala da biliardo. Lui ammette di aver vinto una moto di grossa cilindrata a carte il mese precedente, ma che oggi l'ha persa un'altra volta, e per questo la baronessa gli faceva puntualmente dei bonifici, sapendo che aveva la passione del gioco, ma che non sempre le cose gli andavano bene. La cosa strana, però, è che Paolo riceveva due o tre bonifici al mese, tutti con cifre importanti: lui sostiene che Giuseppina in qualche modo gli era riconoscente perché contribuiva alle sue entrate, e quindi capitava che appoggiasse le sue idee, dandole il suo sostegno anche riguardo al termovalorizzatore. Il problema della successione sarà comunque bloccata sino alla fine dell'inchiesta.
Diana viene a sapere da una parrucchiera che la baronessa aveva un lungo stuolo di amanti, anche gigolò a pagamento. Intanto Gualtiero rinnova gli ambienti della villa in previsione di andarci a vivere, mentre Musillo ne rimarrà l'amministratore fino a che andrà in pensione. Musillo spiega a Tataranni e Calogiuri di non aver parlato del vizio del gioco di Paolo per rispetto della baronessa che copriva il figliastro; era anche a conoscenza delle voci che circolavano su Giuseppina, e infatti mostra a loro delle fotografie erotiche della donna scattate da Paolo, che era suo amante da quando il padre era ancora in vita. Fu Giuseppina a mostrare a Musillo queste foto, pensando che all'inizio fosse solo un gioco, ma poi Paolo cominciò a ricattarla dicendole che, se lei non gli avesse dato dei soldi, lui avrebbe votato contro il termovalorizzatore e avrebbe reso pubbliche le foto. Imma gli chiede se il rombo che aveva sentito alle 19 fosse della moto di Paolo, ma Musillo dice di non sapere che ne avesse una.
Paolo spiega che suo padre non aveva amore per lui e per il fratello, anche se Gualtiero era il figlio prediletto che avrebbe dovuto piegarsi al volere dal padre, mentre sfotteva lui. Sebbene quindi non nutrisse fiducia nei suoi confronti, lo mise nel consiglio di amministrazione per controllarlo, per vedere come giorno dopo giorno buttasse la sua vita, senza però sporcare la società. Paolo dichiara che sarebbe diventato amante di Giuseppina a dispetto di quello che sentiva per il padre, perché lei era comunque bella e perversa, quindi l'idea di pugnalarlo alle spalle non gli dispiaceva. Il padre però sapeva tutto perché fu Giuseppina stessa a raccontarglielo, e lui disse semplicemente che in quanto a donne la pensavano allo stesso modo, e che in futuro, quando lui non ci sarebbe stato più, avrebbe dovuto appoggiare Giuseppina in tutte le sue decisioni, anche contro la volontà di Gualtiero, perché lei aveva fiuto per gli affari. Paolo, dopo che Imma dice che un testimone ha sentito una moto proprio all'ora dell'omicidio, ammette che era stato lui a passare, perché voleva parlare con Giuseppina, dato che lui aveva votato a favore del termovalorizzatore come voleva lei, e ora gli servivano i soldi, ma quella volta lei non gli diede nulla, dicendogli anche che, se voleva, lui poteva pubblicare le foto con le quali la ricattava; lui però non lo avrebbe fatto. Paolo la seguì e la insultò, ma lei si mise a ridere, così se ne andò con la moto, e lui non seppe cosa fece dopo.
Imma, ricordando una lettura dal libro Musica per Camaleonti di Truman Capote, ipotizza che l'assassino della baronessa abbia tratto ispirazione dal racconto Bare intagliate a mano ivi contenuto, in cui la vittima viene decapitata da un filo di ferro teso tra due alberi. Nell'omicidio della baronessa il filo è di nylon, che però è resistente quanto il ferro, e che viene usato tra le altre cose anche per il filo da pesca: può recidere la testa di una persona se l'impatto avviene a grande velocità. Chi ha ucciso la baronessa sapeva che amava correre in moto, quindi ha teso il filo dove sapeva che avrebbe accelerato, per andare sul sicuro.
Valentina e Gabriele litigano perché lei ha provato a falsificare un contratto di lavoro per Gibril, a nome di suo padre per il suo locale jazz, che purtroppo era stato incendiato, il che avrebbe messo nei guai Gibril, la Onlus che lo ospita e la sua stessa famiglia (cosa per la quale aveva già discusso con la madre). Valentina evita Gabriele, addirittura non andando a scuola per qualche giorno, ma poi lui decide di andare direttamente a casa sua per scusarsi e, dopo aver parlato un po', i due finiscono per baciarsi.
A casa di Proietti viene trovato, sia il libro di Capote, che un filo da pesca compatibile con la dinamica, il più resistente di tutti. Proietti giura di non sapere come il filo sia finito a casa sua poiché odia pescare ma, data la situazione, la Tataranni è costretta a sottoporlo a fermo giudiziario. L'uomo ha telefonato alla moglie, che è a Roma, per informarla che la loro famiglia è irrimediabilmente finita a causa della baronessa, e che ora lui è accusato perfino di averla uccisa. Proietti giura di essere innocente, e dice a Imma che la moglie prenderà la corriera per Matera per raggiungere la loro figlia Cecilia, così la PM si offre di ospitare la bambina per la notte, per evitare di portarla in una casa famiglia. La bambina fa vedere a Imma un disegno di lei insieme a Musillo, dicendole che sa che a lui piace pescare, anche se non è mai andata a pescare con lui, e che spesso andava a trovare suo padre perché, a differenza della baronessa, non gli stava antipatico, inoltre di tanto in tanto gli prestava qualche libro. Cecilia non sa se Musillo sia rimasto solo in casa loro, ma dice che lì può entrare chiunque. Valentina propone alla madre di assumere Gibril come nuovo badante della nonna, così lei può tornare nella sua vecchia casa, promettendo di non fare più azioni illegali.
Il giorno dopo Tataranni e Calogiuri raggiungono Musillo al lago dove è solito pescare. Messo alle strette, l'uomo conferma indirettamente che era innamorato di Giuseppina fin da quando era una ragazza, ed è stato per lei se ha lasciato il lavoro ed è giunto a Matera, coprendola in tutto, ma che, di fronte alle foto scattate da Paolo, non poteva più credere al fatto che la baronessa fosse la donna ideale che si era sempre immaginato. È stato lui a entrare nella casa di Proietti per metterci un filo resistentissimo così da incastrarlo. Musillo dice di essere sempre stato un uomo tranquillo, mite, sempre pronto ad ascoltare gli altri, forse ingenuo, e ingenuamente credette che Giuseppina potesse cambiare, ma questo non accadeva mai, anzi, ogni giorno diventava più «mostruosa», e lui si convinse che, per salvarla, doveva fermarla. Attese che gli operai se ne andassero per tendere il filo di nylon, sapendo che da lì sarebbe passata solo la baronessa. Musillo consegna a Tataranni il discorso che aveva preparato per il funerale della donna il giorno seguente, da far leggere a Gualtiero, che forse non lo approverà, ma sa bene anche lui che è meglio per tutti ricordarla per quello che non era.
Imma scopre che Pietro non ha sofferto veramente di mal di schiena, ma usava questo come scusa per andare dallo psicoterapeuta consigliatogli da Cinzia, con cui lei temeva che la tradisse. Dopo essersi definitivamente chiariti, Pietro e Imma ritrovano un'intesa anche a livello di intimità.
Vitali esamina le schede delle società interessate ai lavori per il termovalorizzatore che si effettueranno sul Vallone della Femmina dove, caduto il vincolo ambientale, faranno quello che vogliono, e scopre che, dietro un paio di società gestite da prestanome, si cela Romaniello, ora ai domiciliari, e che sicuramente sta amministrando denaro di provenienza illecita: ha quindi bloccato tutto e chiamato i colleghi della DIA per farlo interrogare. Romaniello chiede, prima di andare a Matera, di poter incontrare sua figlia Isabella, che non vede da più di un anno, e alla fine Calogiuri, accompagnato da Bartolini e alcuni agenti della DIA, gli concede pochi minuti. Poco dopo essere uscito dall'istituto delle suore, Romaniello viene colpito al cuore da un cecchino in un agguato, e purtroppo una pallottola colpisce anche Calogiuri, ma alla spalla: Romaniello è in fin di vita, e anche per Calogiuri la situazione è molto critica. Imma, informata del fatto da Vitali, corre immediatamente in ospedale insieme a Pietro.
- Altri interpreti: Marco Todisco (Giovanni Paolillo), Giada Laudicina (Cinzia Morelli), Raffaele Esposito (Paolo Antonini De Raho), Elvira Zingone (PM D'Antonio), Gianfelice Imparato (Vincenzo Musillo), Susanna Amato (Cecilia Proietti), Cosimo Damiano Azzilonna (proprietario della sala da biliardo), Andrea De Goyzueta (Gualtiero Antonini De Raho), Alessandra Di Martino (figlia di Romaniello), Filippo Gili (Serafino Sansoni), Guendalina Losito (Bea), Valerio Malorni (Bastiano Proietti), Gabriele Mariani (Bibi), Antonio Montemurro (padre di Pietro), Sonia Perari (segretaria di Gualtiero), Alessandro Tataranni (maestro di ballo), Abdou Thiam (Gibril Diouf).
- Ascolti: telespettatori 4 366 000 – share 24,1%[12].